# Madagaskar
Madagaskar [madaˈgaskaɐ̯] (amtlich Republik Madagaskar, Malagasy Repoblikan’i Madagasikara, französisch République de Madagascar) hat etwa 29,6 Millionen Einwohner (Stand 2022) und ist mit einer Fläche von 587.295 Quadratkilometern nach Indonesien der flächenmäßig zweitgrößte Inselstaat der Welt bzw. die viertgrößte Insel. Die Nord-Süd-Ausdehnung beträgt knapp 1600 km, die West-Ost-Ausdehnung knapp 600 km.
Die semipräsidentielle Republik liegt etwa 420 Kilometer vor der Ostküste Mosambiks im Indischen Ozean und wird daher zu Ostafrika gezählt. 
Die ehemalige französische Kolonie weist die typischen Wirtschaftscharakteristiken eines Entwicklungslandes auf.

## Geographie
Die bei weitem größte Landfläche des Staates Madagaskar wird durch die gleichnamige viertgrößte Insel der Welt eingenommen, die bisweilen der achte Kontinent genannt wird, weil durch eine lange isolierte Entwicklung eine sehr eigenständige Natur entstanden ist: Madagaskar wurde vor 150 Millionen Jahren von Afrika und vor 90 Millionen Jahren vom indischen Subkontinent getrennt.
Das zentrale Madagaskar ist ein Hochland mit durchschnittlichen Höhen von 1100 Metern. Es fällt nach Osten schroff und steil ab, während der Anstieg im Westen sanfter ausfällt. Aus dem Hochland erheben sich drei große Massive: Das mit Abstand größte ist das zentrale Ankaratra-Massiv; zudem im Süden das Andringitra-Gebirge und im Norden das Tsaratanana-Massiv, aus dem sich im Maromokotro mit 2876 Meter der höchste Berg der Insel erhebt.

### Geologie
Zwei Drittel der Insel werden von präkambrischen Gesteinen aufgebaut, die mehrfach, zuletzt während der Entstehung Gondwanas vor 540 Millionen Jahren, deformiert und metamorph geprägt wurden.
Im äußersten Osten um die Bucht von Antongil und bei Mananjary sind archaische Gneise mit Altern um 3,2 Milliarden Jahren aufgeschlossen, die mit identischen Gesteinen im Dharwar-Kraton in West-Indien korreliert werden. Daran schließt sich nach Westen eine schmale Zone mit hochmetamorphen Sedimentgesteinen und Basalten an, die Überreste eines ehemaligen Ozeanbeckens dokumentieren, das am Ende des Präkambriums subduziert wurde. Das zentrale Hochland wird von spätarchaischen Graniten und Gneisen aufgebaut, in die drei große, rohstoffreiche Grünsteingürtel eingefaltet sind.
Im Süden der Insel treten Gesteine mittelproterozoischen Alters auf, die besonders hohen Metamorphose-Temperaturen von mehr als 1000 °C ausgesetzt waren. Der nördliche Teil der Insel enthält jungproterozoische Vulkanite, Granite und Sedimentgesteine eines Inselbogens, der erst im Kambrium angegliedert wurde.
Das westliche Drittel der Insel wird durch flach liegende Sedimentgesteine aufgebaut, deren Alter vom obersten Karbon bis in die Kreide reichen. Die lokal kohleführenden Gesteine wurden vom Oberkarbon bis in die Trias in intramontanen Becken abgelagert; erst im Jura öffnete sich der Mosambik-Kanal, wodurch ein Zugang zum offenen Ozean entstand.
Bei der Trennung Indiens von der Ostküste Madagaskars in der Oberkreide wurden große Mengen Basalt gefördert, die entlang eines schmalen Küstenstreifens gut aufgeschlossen sind. Vulkanische Aktivitäten lassen sich vom Neogen bis ins Pleistozän für das zentrale Hochland (mit dem Vulkanfeld Ankaratra), den Norden der Insel (Vulkanfeld Ankaizina und Schichtvulkan Ambre-Bobaomby) und die nordwestlich vorgelagerten Inseln Nosy Be und Nosy Mitsio nachweisen.

### Klima

Klimakarte Madagaskars nach der Köppen-Geiger-Klassifikation

Madagaskar liegt im tropischen Klima des Südäquatorialstromes. Die Niederschläge nehmen von Ost nach Südwest kontinuierlich ab. So fallen an der Westküste teilweise nur 500 Millimeter pro Jahr, während es an der Ostküste regional bis zu 4000 Millimeter sein können. Diese Unterschiede zeigen auch hier abgebildete sieben Klimadiagramme. Die Jahresdurchschnittstemperatur liegt bei 25 °C, wobei die Temperaturen an den Küsten höher liegen und im Landesinneren im Hochland bis unter den Gefrierpunkt sinken können. Sommer und Winter entsprechen der tropischen Regen- und Trockenzeit. Fast jährlich suchen Zyklone die Insel heim.

### Gewässer
Seen

Die größten Flüsse in Madagaskar

Der größte See des Landes ist der Lac Alaotra. Er liegt im nördlichen Osten des Landes und entwässert über den Maningory.
Flüsse
Hydrologisch lässt sich Madagaskar je nach Messmethode in 12 bis 13 Einzugsgebiete mit über 10.000 km² unterteilen. Das Größte ist dabei das des Mangoky mit etwa 56.000 km², gefolgt von Tsiribihina und Betsiboka. Zusammen haben etwa 40 Flüsse ein Einzugsgebiet von über 2000 km². Hinzu kommen zahlreiche Küstenflüsse. Die Wasserscheide der Insel verläuft in etwa entlang ihrer Längsachse von Nord nach Süd.

### Natur und Ökologie
Madagaskar zählt geoökologisch zu den „älteren Inseln“ der Erdgeschichte. So werden Inseln bezeichnet, die seit einem langen geologischen Zeitraum vom Festland getrennt sind. Hier kommen ausgesprochen viele endemische Arten, Gattungen und Familien von Pflanzen und Tieren vor, die nirgendwo sonst auf der Erde zu finden sind. Diese Tatsache sowie die große Artenvielfalt und Biodiversität auf der Insel (die sich insbesondere an der gesamten regenfeuchten Ostküste konzentriert) sowie das Vorhandensein von vielfältigen Ökosystemen machen Madagaskar zu einem der Megadiversitätsländer dieser Erde.
Von den etwa 12.000 Arten von Blütenpflanzen und den 109 Säugetierarten sind jeweils 80 Prozent, von den 250 Vogelarten rund die Hälfte, von den 260 Reptilienarten 95 Prozent und von den 150 Froscharten alle endemisch. Diese einzigartige Pflanzen- und Tierwelt ist in Madagaskar besonders bedroht. Das Verschwinden vieler Tierarten resultiert seit der Besiedlung der Insel aus dem Wachstum der Bevölkerung, aus der Jagd, zunehmender Rinderhaltung, Abbau von Tropenhölzern sowie insbesondere der Lebensraumzerstörung durch Brandrodung. Drei Fünftel der tropischen Regenwälder wurden auf diese Weise bereits in Savannen bzw. Sekundärwälder verwandelt. Ursprünglich war Madagaskar zu rund 90 Prozent bewaldet. Von den 53 Millionen Hektar Wald sind heute nur noch etwa zehn Prozent erhalten. Trotz der Gefährdung aller Landschaften und des umliegenden Meeres wird Madagaskar als Biodiversitäts-Hotspot geführt.

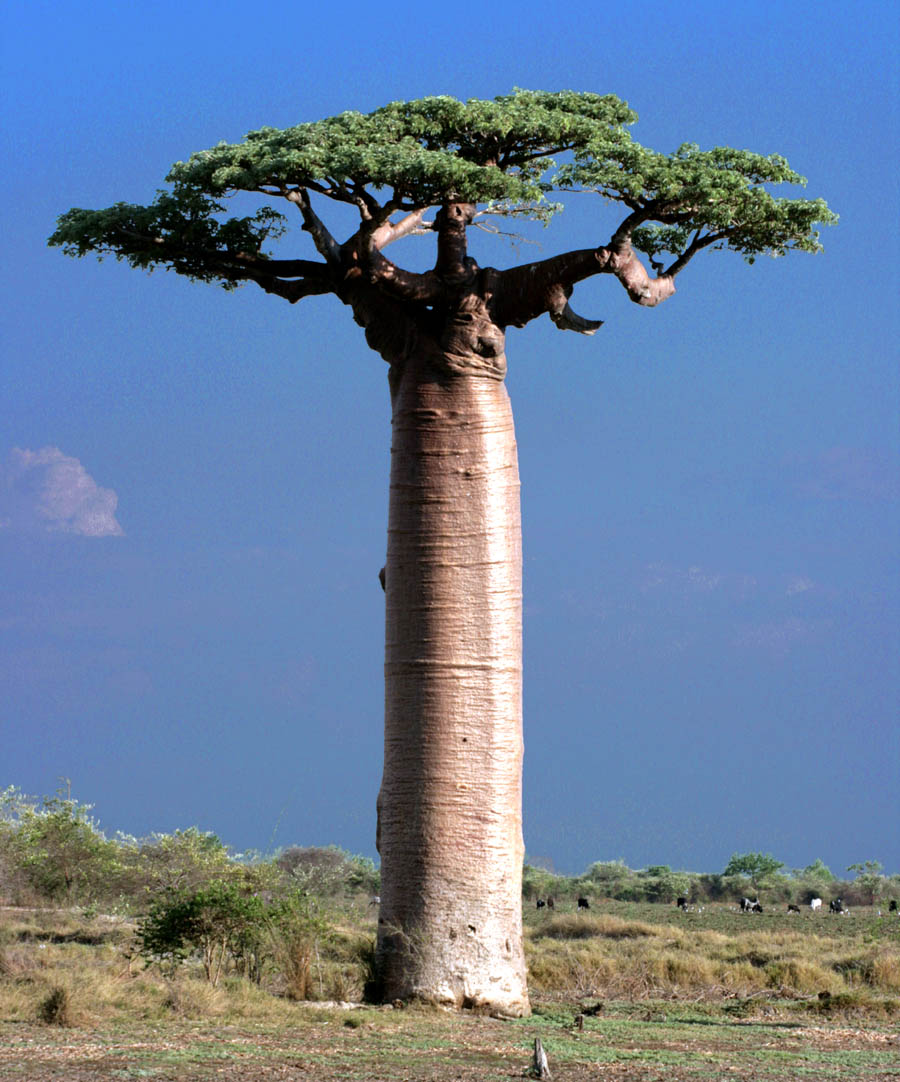
Madagassischer Affenbrotbaum (Adansonia grandidieri)

In der madagassischen Verfassung ist Umweltschutz als Staatsziel festgeschrieben. Die Fläche der Naturschutzgebiete soll nach einem Regierungsplan verdreifacht werden. Es bestehen 47 offizielle Naturschutzgebiete in Madagaskar. Allerdings erweist sich die Durchsetzung des Schutzstatus als sehr schwierig. So stand der Nationalpark Masoala lange Zeit nur auf dem Papier und wurde von den Menschen vor Ort abgelehnt. Medienberichte und NGO-Recherchen legen nahe, dass in Madagaskar weiter in großem Stil Edelhölzer – vor allem Rosenholz genannte Dalbergienarten – illegal geschlagen werden und auf dem internationalen Markt landen.
Im Juni 2021 warnte die Welthungerhilfe, dass aufgrund der langanhaltenden Dürre 14.000 Menschen im Süden Madagaskars akut in Lebensgefahr seien. Die zuständige Regionaldirektorin Lola Castro vom Welternährungsprogramm der Vereinten Nationen warnte vor dem Hungertod von 500.000 bedrohten Menschen in den nächsten Monaten.

#### Flora
Die Insel war vor dem Eintreffen der ersten Siedler vermutlich fast komplett bewaldet. Die küstennahen Zonen sind dabei in den niederschlagsreichsten Regionen von tropischem Tiefland- und Bergregenwald bedeckt. Von den ursprünglichen Regenwäldern sind nur noch vier Prozent erhalten. Die größten zusammenhängenden Regenwaldflächen, die noch existieren, liegen auf der Masoala-Halbinsel. Von Osten nach Westen geht der Regenwald allmählich über die Feuchtsavanne in die Trocken- und im Süden auch Dornstrauchsavanne über.
Fast 90 Prozent der Insel sind nur noch von sekundären Savannen bedeckt, Wiederaufforstungsversuche waren bislang weitgehend erfolglos, eine natürliche Rekultivierung der Brachflächen durch den Wald findet so gut wie nicht statt. Trotz gesetzlicher Verbote werden jährlich etwa 50 Prozent der Savannen von Viehhirten abgebrannt, wodurch eine extrem verarmte sekundäre Savanne mit resistenten, aber nährstoffarmen Gräsern wie Aristida sp. entsteht.

#### Fauna

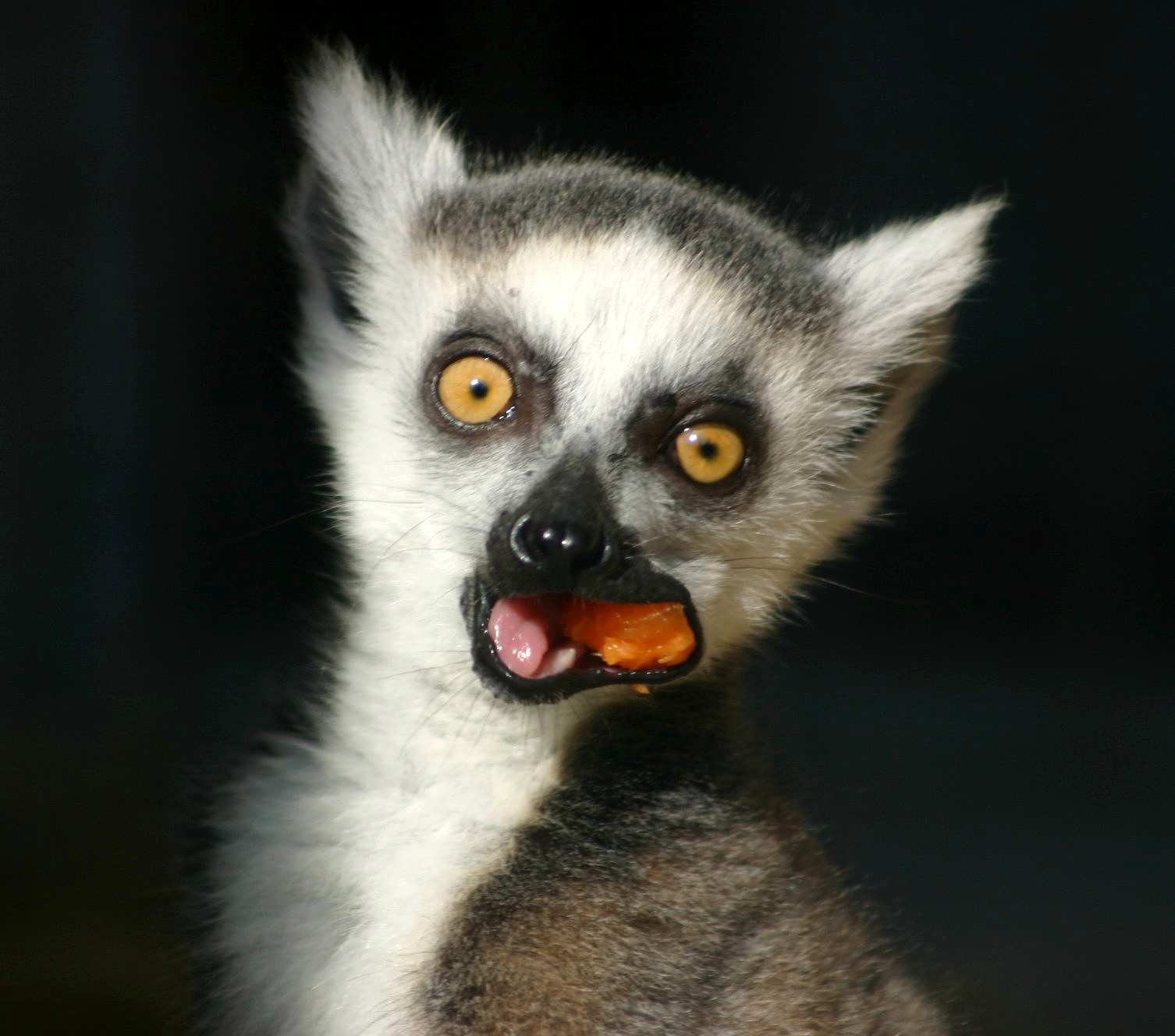
Katta, eine Lemurenart

Bedingt durch seine lange geographische Isolation beherbergt Madagaskar eine einzigartige Fauna und Flora mit einem sehr hohen Anteil endemischer Arten. Die Raubtiere sind in Madagaskar nur durch Eupleridae vertreten: die Fossa, die Fanaloka, den Falanuk und die Madagaskar-Mangusten. Außerdem fehlen auf der Insel Affen und Giftschlangen. Tiergruppen wie die Lemuren kommen dagegen nur hier vor.
Eine weitere fast ausschließlich in Madagaskar lebende Tiergruppe sind die Tenreks. Sowohl die Tenreks als auch die Lemuren gelten als klassische Beispiele einer adaptiven Radiation. Wie genau die Vorfahren der beiden Tiergruppen vom Festland aus nach Madagaskar gerieten, ist noch nicht endgültig geklärt. Die ältere Annahme, dass die Vorfahren dieser Gruppen bereits bei der Trennung Madagaskars vom Festland auf der Insel lebten, kann aufgrund molekulargenetischer Untersuchungen als widerlegt gelten. In jedem Fall hat die Besiedlung der Insel durch die Vorfahren dieser Tierfamilien zur Folge, dass sie sich in zahlreiche Arten aufspalteten, die unterschiedliche ökologische Nischen besetzen. Eine ähnliche Entwicklung verlief auch bei den Arten, deren Familien weltweit verbreitet sind.
Von den weltweit 22 Lappentaucherarten sind zwei nur in Madagaskar beheimatet. Der Delacour-Zwergtaucher gilt mittlerweile als ausgestorben. Der Madagaskar-Zwergtaucher wird von der IUCN als gefährdet eingestuft. Die Bernierente, die heute zu den seltensten Wasservögeln der Welt gehört, ist ein weiteres Beispiel einer nur in Madagaskar vorkommenden Spezies. Zu den Endemiten Madagaskars zählt außerdem die Madagaskarlerche. Auf der Insel sind 21 Ramsar-Gebiete ausgewiesen (Liste der Ramsar-Gebiete in Madagaskar).
Von den Reptilien sind die Madagaskarboas, die Taggeckos, die Madagaskarleguane und sehr viele Chamäleonarten hervorzuheben, die ausschließlich in Madagaskar heimisch sind. Dazu zählen beispielsweise auch mit Brookesia nana und Brookesia micra die kleinsten bekannten Reptilien weltweit. Weitere Beispiele sind das Pantherchamäleon (Furcifer pardalis) sowie Furcifer labordi und Furcifer campani.
Bis Ende 2022 sind 377 Amphibien-Arten inventarisiert worden. Darunter stellen Madagaskarfrösche den größten Teil; die übrigen Arten gehören vor allem zu den Engmaul- und den Riedfröschen. Gegenwärtig werden immer noch neue Amphibienarten entdeckt und beschrieben, während gleichzeitig ihr Lebensraum in hohem Tempo zerstört wird.
Die Familie der madagassischen Regenbogenfische (Bedotiidae) mit 14 wissenschaftlich beschriebenen und mehreren unbeschriebenen Arten kommt nur im Süßwasser im Ostteil der Insel vor. Viele davon sind von der IUCN mindestens als „gefährdet“ gelistet. Weitere für die Insel charakteristische Süßwasserfischarten gehören zu der Welsfamilie Anchariidae, der Zahnkärpflingsgattung Pachypanchax, der Buntbarschgattung Paretroplus und der Buntbarschunterfamilie Ptychochrominae.
Madagaskar verfügte über eine ausgeprägte, inzwischen aber ausgestorbene Megafauna, etwa die gewaltigen Elefantenvögel, verschiedene Arten von Riesenlemuren, zum Beispiel Megaladapis und Palaeopropithecus sowie drei Arten von Madagassischen Flusspferden.
Endemisch kommen auch eine Reihe von Faltern, Motten und Schmetterlingen vor, wie z. B. der Kometenfalter (Argema mittrei), der zu den Ritterfaltern zählende Pharmacophagus antenor oder Chrysiridia rhipheus, ein Regenbogenfalter, der unter Artenschutz steht.

### Humangeografie

#### Verwaltungsgliederung
Madagaskar ist in 22 Regionen aufgeteilt, die wiederum in 119 fivondronana (Kreise) gegliedert sind. Die unterste Verwaltungsebene bilden die Kommunen. Die fokontany (Stadtteile oder Dörfer) haben eine Selbstverwaltung.
Am 4. April 2007 ließ Ravalomanana ein Referendum über eine Änderung der Verfassung abhalten, das eine neue Verwaltungsgliederung ohne Provinzen (faritany mizakatena) ab Oktober 2009 festlegte.

#### Regionen
| Region              | Bevölkerung 2011 | Fläche [km²] | Alte Provinz | Nr. in Grafik | Einw. pro km² |
| ------------------- | ---------------- | ------------ | ------------ | ------------- | ------------- |
| Alaotra-Mangoro     | 973.216          | 31.948       | Toamasina    | 11            | 30,46         |
| Amoron’i Mania      | 677.508          | 16.141       | Fianarantsoa | 14            | 41,97         |
| Analamanga          | 3.173.077        | 16.911       | Antananarivo | 4             | 187,63        |
| Analanjirofo        | 980.817          | 21.930       | Toamasina    | 13            | 44,73         |
| Androy              | 695.423          | 19.317       | Toliara      | 21            | 36,00         |
| Anosy               | 636.554          | 25.731       | Toliara      | 22            | 24,74         |
| Atsimo-Andrefana    | 1.247.663        | 66.236       | Toliara      | 20            | 18,84         |
| Atsimo-Atsinanana   | 851.545          | 18.863       | Fianarantsoa | 17            | 45,14         |
| Atsinanana          | 1.204.006        | 21.934       | Toamasina    | 12            | 54,89         |
| Betsiboka           | 278.120          | 30.025       | Mahajanga    | 9             | 9,26          |
| Boeny               | 757.714          | 31.046       | Mahajanga    | 8             | 24,41         |
| Bongolava           | 433.369          | 16.688       | Antananarivo | 6             | 25,97         |
| Diana               | 663.289          | 19.266       | Antsiranana  | 1             | 34,43         |
| Haute Matsiatra     | 1.136.260        | 21.080       | Fianarantsoa | 15            | 53,90         |
| Ihorombe            | 295.920          | 26.391       | Fianarantsoa | 18            | 11,21         |
| Itasy               | 694 381          | 06.993       | Antananarivo | 3             | 99,30         |
| Melaky              | 274.399          | 38.852       | Mahajanga    | 10            | 7,06          |
| Menabe              | 561.043          | 46.121       | Toliara      | 19            | 12,17         |
| Sava                | 929.342          | 25.518       | Antsiranana  | 2             | 36,42         |
| Sofia               | 1.181.603        | 50.100       | Mahajanga    | 7             | 23,59         |
| Vakinankaratra      | 1.708.685        | 16.599       | Antananarivo | 5             | 102,93        |
| Vatovavy-Fitovinany | 1.342.135        | 19.605       | Fianarantsoa | 16            | 68,46         |

#### Städte
Im Jahr 2023 lebten 41 Prozent der Einwohner Madagaskars in Städten. Die größten Städte in Madagaskar sind Mitte 2014:
1. Antananarivo, 1.334.300 Einwohner
2. Toamasina, 282.100 Einwohner
3. Antsirabe, 244.900 Einwohner
4. Mahajanga, 226.600 Einwohner
5. Fianarantsoa, 195.500 Einwohner

## Bevölkerung

### Demografie
Madagaskar hatte 2023 30,3 Millionen Einwohner. Das jährliche Bevölkerungswachstum betrug + 2,4 %. Zum Bevölkerungswachstum trug ein Geburtenüberschuss (Geburtenziffer: 30,6 pro 1000 Einwohner vs. Sterbeziffer: 6,8 pro 1000 Einwohner) bei. Die Anzahl der Geburten pro Frau lag 2022 statistisch bei 3,8, die der Region Ost- und Süd-Afrika betrug 4,3. Die Lebenserwartung der Einwohner Madagaskars ab der Geburt lag 2022 bei 65,2 Jahren. Der Median des Alters der Bevölkerung lag im Jahr 2021 bei 19 Jahren. Im Jahr 2023 waren 38,7 Prozent der Bevölkerung unter 15 Jahre, während der Anteil der über 64-Jährigen 3,4 Prozent der Bevölkerung betrug.

### Bevölkerungsstruktur

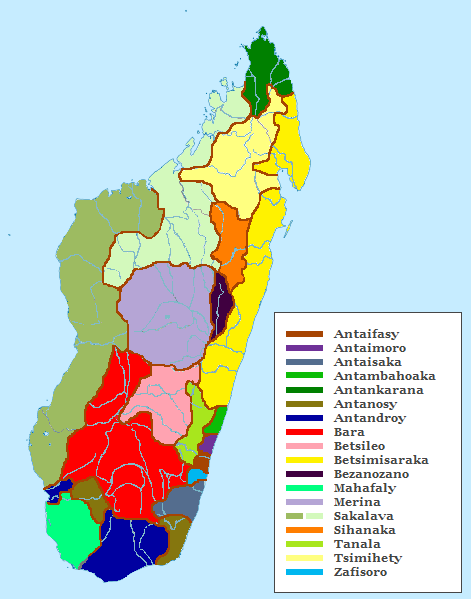
Ethnographische Karte Madagaskars

Die meisten ethnischen Madagassen haben über die gemeinsame Sprache, Malagasy, eine gemeinsame Identität herausgebildet; die gesellschaftlichen Institutionen und Traditionen unterscheiden sich jedoch erheblich entlang verschiedener Untergruppen, den foko. Der madagassische Staat erkennt offiziell 18 solcher „Hauptethnien“ an. Die Merina, die bis Ende des 19. Jahrhunderts im Zentrum und Südwesten des Landes ihr eigenes Staatswesen unterhielten, in dem sie eine Reihe anderer foko(s) unterdrückten, sind die größte dieser Gruppen. Um 1970 zählten sie etwa 1,6 Millionen Personen. Die Betsileo, die um 1830 von den Merina unterworfen wurden, ähneln jenen in der Lebensweise sehr, indem sie vorwiegend Bewässerungsackerbau betreiben, zählen aber nur etwa halb so viele Mitglieder. Betsileo haben einen effizienteren Reisanbau entwickelt, während Merina vermehrt Güter produzieren. Die Zafimaniry, eine Untergruppe der Betsileo, sind für ihre Holzschnitzkunst bekannt, die 2003 in die UNESCO-Liste der Meisterwerke des mündlichen und immateriellen Erbes und 2008 in die Liste des immateriellen Kulturerbes der Menschheit aufgenommen wurde.
Weitere foko, die im 19. Jahrhundert von den Merina unterworfen wurden, sind die Sihanaka und die Bezanozano, die um 1970 etwa 135.000 respektive 44.000 Mitglieder zählten. Zusammen mit den 1970 etwa 428.000 zählenden Tsimihety und den staatlich nicht als foko anerkannten Tankarana betreiben diese Gruppen eine Mischung aus Landbau und Kleingartenbewirtschaftung. Sihanaka siedeln vorwiegend im zentralen Hochland der Insel.
Antakaran̈a, der zweitkleinste foko, deren Identität im 17. und 18. Jahrhundert entstand, sind vor allem im Nordwesten der Insel präsent.
Antaimoro, die sich in einer Traditionslinie mit den im 15. Jahrhundert eingewanderten Muslimen sehen und die Adelskaste des Königreiches Antaimoro stellten, das im 16. Jahrhundert entstand und 1894 aufgelöst wurde, siedeln vor allem im Küstenbereich südöstlich Ikongos.
Antaifasy leben vorwiegend an der Südostküste.
Weitere staatlich anerkannte foko sind:
- Antaisaka
- Antambahoaka
- Antandroy
- Antonosy
- Bara
- Betsimisaraka
- Mahafaly
- Sakalava
- Tanala
- Vezo

Daneben gibt es eine Reihe kleinerer Gruppen wie die Jäger und Sammler der Mikea, die zwischen An̈alabo und Lac Ihotry beheimatet sind.
Neben Madagassen leben auf der Insel auch Komorer, Franzosen, Chinesen und Inder. Im Jahre 2017 waren 0,1 % der Bevölkerung im Ausland geboren, womit das Land eine der niedrigsten Ausländeranteile der Welt aufweist. Madagaskar selbst ist ein Auswanderungsland. 2017 lebten ca. 120.000 Madagassen in Frankreich.

### Religion
Verteilung:
- 52 % indigener Glauben (Animismus, Ahnenkult)
- 41 % Christentum
  - 23 % römisch-katholisch
  - 18 % Protestanten
- 7 % Islam (vor allem im Norden und Westen)

Die madagassische Ahnenverehrung gehört für nahezu alle Madagassen zu ihrer Religion. Auch die Vorstellung von Fady, festgelegten Regeln, was man an bestimmten Orten oder zu bestimmten Zeiten zu lassen hat oder zumindest aus Rücksicht auf zu erwartende negative Folgen lieber nicht tun sollte, ist auch unter offiziell christlichen oder muslimischen Madagassen üblich. Da schließlich bei konfessionsverschiedenen Ehen einer der beiden Partner offiziell die Religion des anderen Partners annimmt, sind alle diese Zahlen mit Vorbehalt zu lesen.

### Sprachen
Madagaskar ist vor allem durch die gemeinsame Sprache Malagasy geeint, das von der Mehrheit aller Madagassen gesprochen wird. Eine Ausnahme bilden die in wenige Westküstendörfer eingewanderten Mosambikaner, die Makoa sprechen, sowie die Menschen auf Nosy Be, wo es bilinguale Swahili-Sprecher gibt.
Neben Malagasy ist Französisch – die einst alleinige Amtssprache während der Kolonialzeit – Amtssprache. Von 2007 bis 2010 war auch Englisch Amtssprache von Madagaskar. Die wichtigsten Publikationen erscheinen in französischer Sprache.

### Bildung

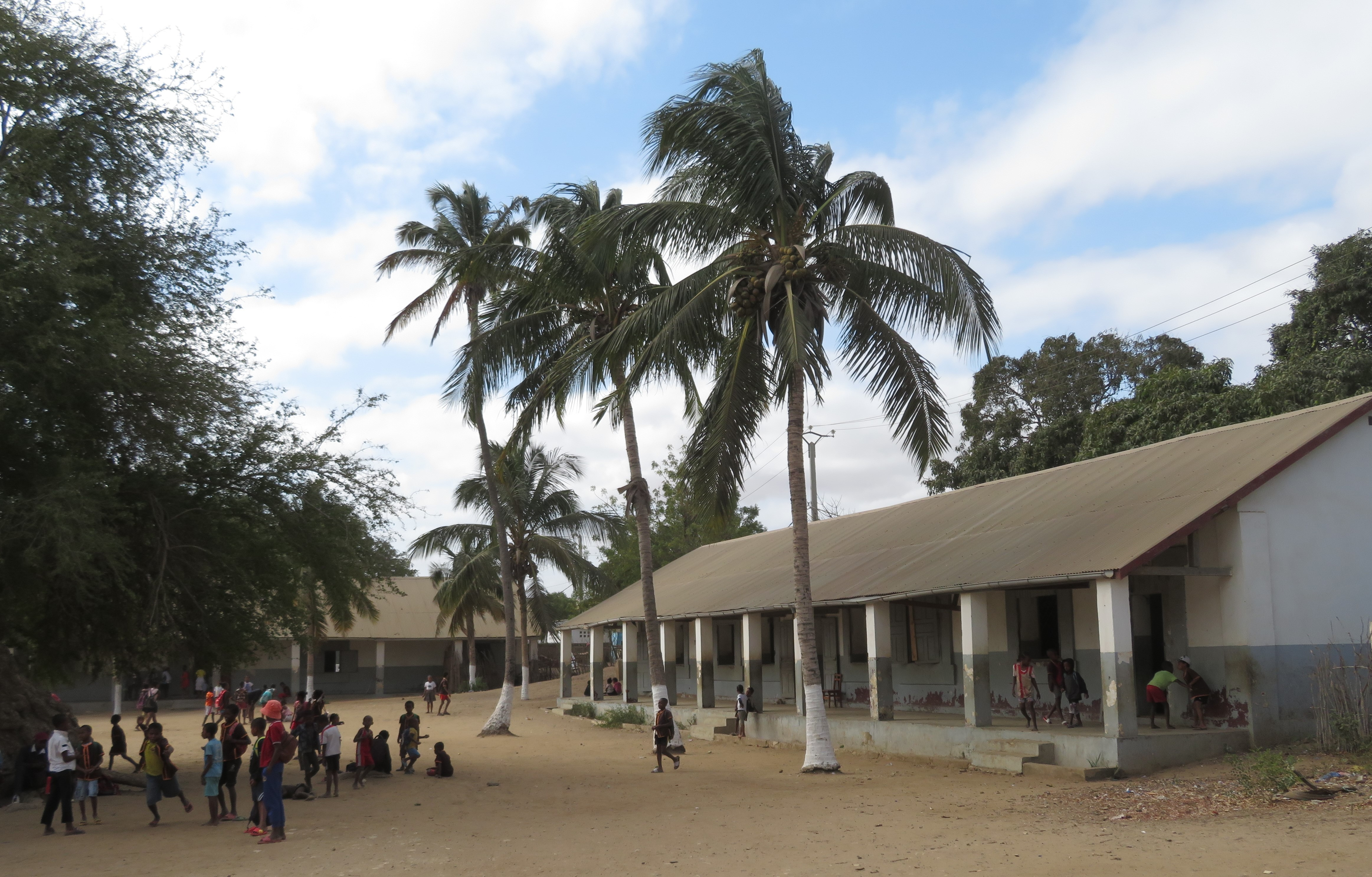
Schule in Toliara

In Madagaskar ist der Besuch sämtlicher Schulen und Bildungseinrichtungen – auch der Grundschulen – kostenpflichtig. Es besteht Schulpflicht, doch werden nicht alle Kinder eingeschult. Etwa ein Viertel der Bevölkerung waren 2018 Analphabeten. Die Zahl ging in den letzten Jahren zurück, da auch die durchschnittliche Schulbesuchsdauer steigt. Während sie bei den über 25-Jährigen noch bei 6,1 Jahren lag, werden für die junge Generation 10,2 Jahre erwartet. Die Analphabetenquote ist bei weiblichen Jugendlichen weit höher als bei männlichen. Die öffentlichen Bildungsausgaben beliefen sich 2018 auf 3,2 Prozent der BIP. Madagaskar hat sechs Universitäten, die in der Hauptstadt und den Provinzhauptstädten liegen, sowie ein Nationales Institut für Nuklearwissenschaften.

### Gesundheit
Die Gesundheitsausgaben des Landes betrugen im Jahr 2021 3,5 % des Bruttoinlandsprodukts. Die Sterblichkeit bei unter 5-jährigen betrug 2022 65,8 pro 1000 Lebendgeburten. Die Lebenserwartung der Einwohner Madagaskars ab der Geburt lag 2022 bei 65,2 Jahren (Frauen: 67,6, Männer: 63). Die Lebenserwartung stieg von 57,9 Jahren im Jahr 2000 bis 2022 um 13 %.

#### Trinkwasserversorgung
Seit 2010 ist der Zugang zu sauberem Trinkwasser laut UNO ein Menschenrecht. Dennoch besaßen 2017 erst 54 % der Inselbewohner Zugang. Im Jahr 2000 waren es erst 36 %. Große Unterschiede gibt es zwischen den städtischen Regionen, in denen 86 % der Menschen Zugang zu Trinkwasser haben, und ländlichen Regionen, wo der Anteil bei nur 36 % liegt.

#### Krankheiten

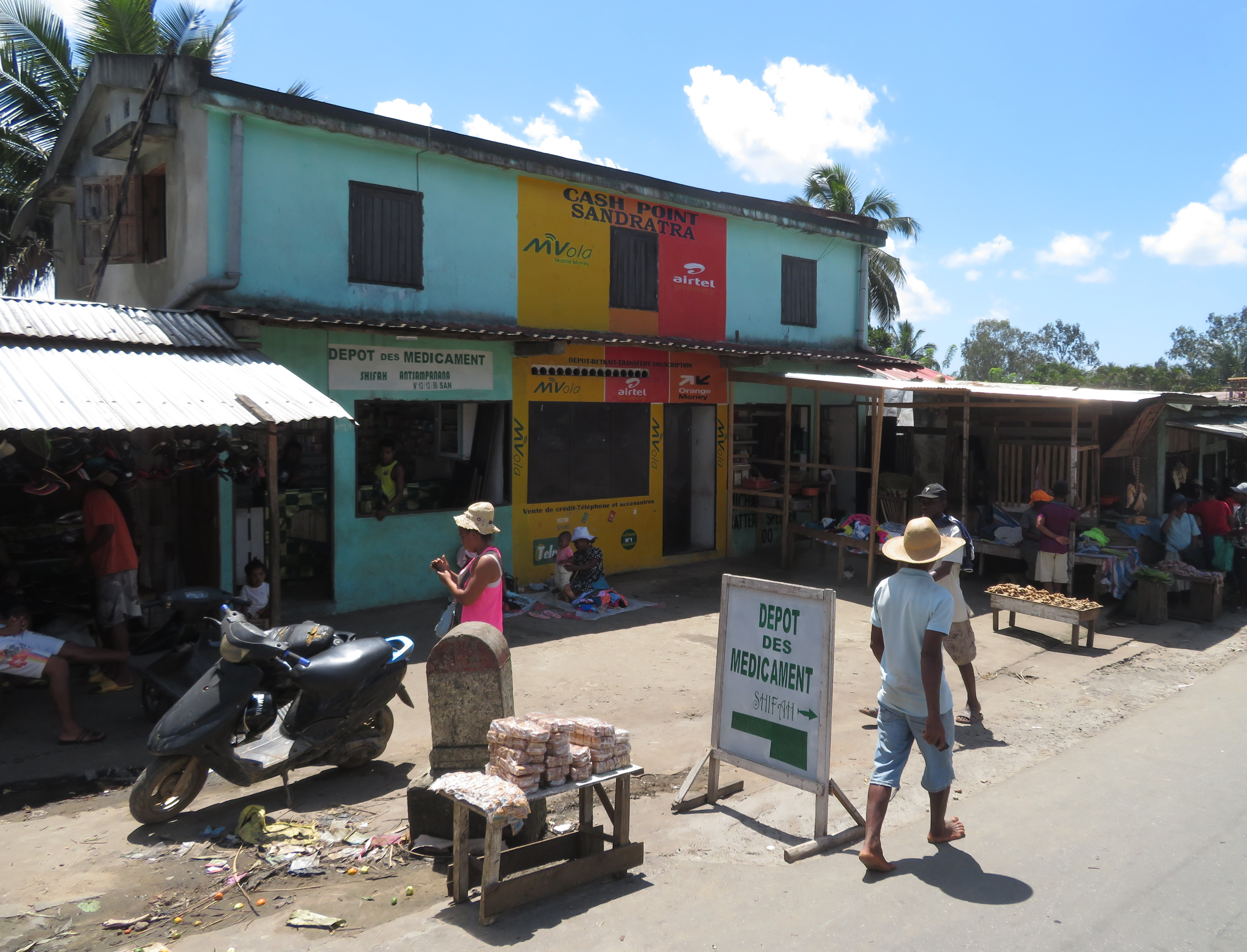
Dépot de médicaments in Antsampanana

Die Pest, die Madagaskar 1898 erreichte, ist seit den 1920er Jahren endemisch. Besonders in der Regenzeit treten immer wieder Fälle auf. So wurden für das Jahr 2014 bis Ende November etwa 120 Infektionen bestätigt, an denen bis zu 50 Menschen gestorben sind. Anfang September 2017 brach erneut eine Pestepidemie aus, die auf die Hauptstadt Antananarivo übergriff und sich dort rasch ausbreitete. Erst zum Jahresbeginn 2018 konnte der Ausbruch der Seuche mit Hilfe von Pestbehandlungszentren und Gesundheitsagenten, die Kontaktpersonen von Patienten mit einem Schnelltest auf die Pesterreger kontrollierten, eingedämmt werden. Insgesamt erkrankten 2348 Personen, von denen etwa 10 % an der Pest starben.
2012 wurden in Madagaskar 1474 neue Fälle von Lepraerkrankungen registriert.
Im Jahr 2015 betrug die HIV-Rate unter der erwachsenen Bevölkerung geschätzt 0,36 %.
Malaria ist endemisch in Madagaskar. Zwischen 2010 und 2016 stieg die durchschnittliche Zahl der Malariafälle von 14 auf 20 pro 1000 Einwohner an. Dabei wiesen die flachen Küstenstriche im Osten und Westen besonders hohe Fallzahlen von mehr als 50 pro 1000 Einwohner auf.
In größeren Dörfern und in den Städten gibt es sog. „Dépots de médicaments“ – Geschäfte, wo eine begrenzte Zahl von frei verkäuflichen Medikamenten erhältlich ist, deren Inhaber jedoch keine Apotheker oder Ärzte sind. Da es in Madagaskar keine Krankenkassen gibt, müssen alle Operationen und sonstigen ärztlichen Leistungen sowie Arzneimittel, Untersuchungen und stationäre Behandlungen in bar bezahlt werden. Viele Menschen wenden sich im Bedarfsfall an ein „Dépot de médicaments“. Eine Apotheke, sog. „Pharmacie“, gibt es nur in wenigen größeren Städten.

## Geschichte

### Prähistorie

Ausbreitung des Homo sapiens (rot) entsprechend der Out-of-Africa-Theorie

Obwohl vor der Küste Ostafrikas, der mutmaßlichen Wiege der Menschheit, gelegen, ist Madagaskar eines der letzten durch den Menschen besiedelten Gebiete der Erde. Konservative Schätzungen datieren erste menschliche Präsenz auf der Insel um das Jahr 350 v. Chr. Die Herkunft dieser ersten Bewohner ist ungeklärt, wobei aufgrund linguistischer und genetischer Erkenntnisse davon ausgegangen wird, dass Madagaskar von Ostafrika, Süd- und Südostasien und dem Nahen Osten aus besiedelt worden ist. Laut einer Studie aus dem Jahr 2018 könnten aber bereits um 8500 v. Chr. Menschen die Insel betreten haben. Angenommen wird dies aufgrund einzelner Schnittspuren an Knochen von Elefantenvögeln von der Fundstelle Ilaka am Fluss Ihazofotsy im Isalo-Gebirge des süd-zentralen Madagaskars.
Madagaskar war zunächst dünn besiedelt. Erst mit zunehmender Bevölkerung bildeten sich Königreiche heraus, von denen die der Sakalava und Merina sowie der Betsileo die bedeutendsten wurden.

### Schiffsreisen der Europäer
Am 10. August 1500 sichtete der portugiesische Seefahrer Diogo Dias als erster Europäer Madagaskar und nannte die Insel nach dem Namenstag des Laurentius von Rom São Lorenço. Später erschien die Insel auch als Santa Apolonia auf portugiesischen Karten sowie als France occidentale und île Dauphine, bevor sie den Namen „Madagaskar“ erhielt.
Nachdem die wichtigsten europäischen Handelsgesellschaften Handelsbasen auf den Routen im Indischen Ozean eingerichtet hatten, spielte Madagaskar nur eine untergeordnete Rolle im Handelsverkehr. Von 1641 an nutzten die Niederlande und später auch unter britischer oder amerikanischer Oberhoheit fahrende Händler die Insel, um Sklaven für ihre Kolonie Mauritius zu verschleppen, dabei kamen ihnen häufige ethnische Konflikte unter der indigenen Bevölkerung zugute. Die vorgelagerte Insel Sainte Marie diente dabei als Handelsumschlagsplatz. Ein erster französischer Kolonialisierungsversuch (1643–1672) scheiterte zunächst. Daneben nutzten Piraten im 17. und 18. Jahrhundert Madagaskar als Basis.

### Königreich der Merina

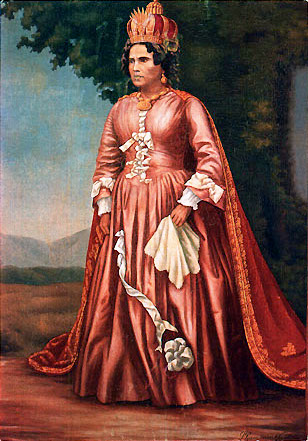
Ranavalona I. (1828–1861)

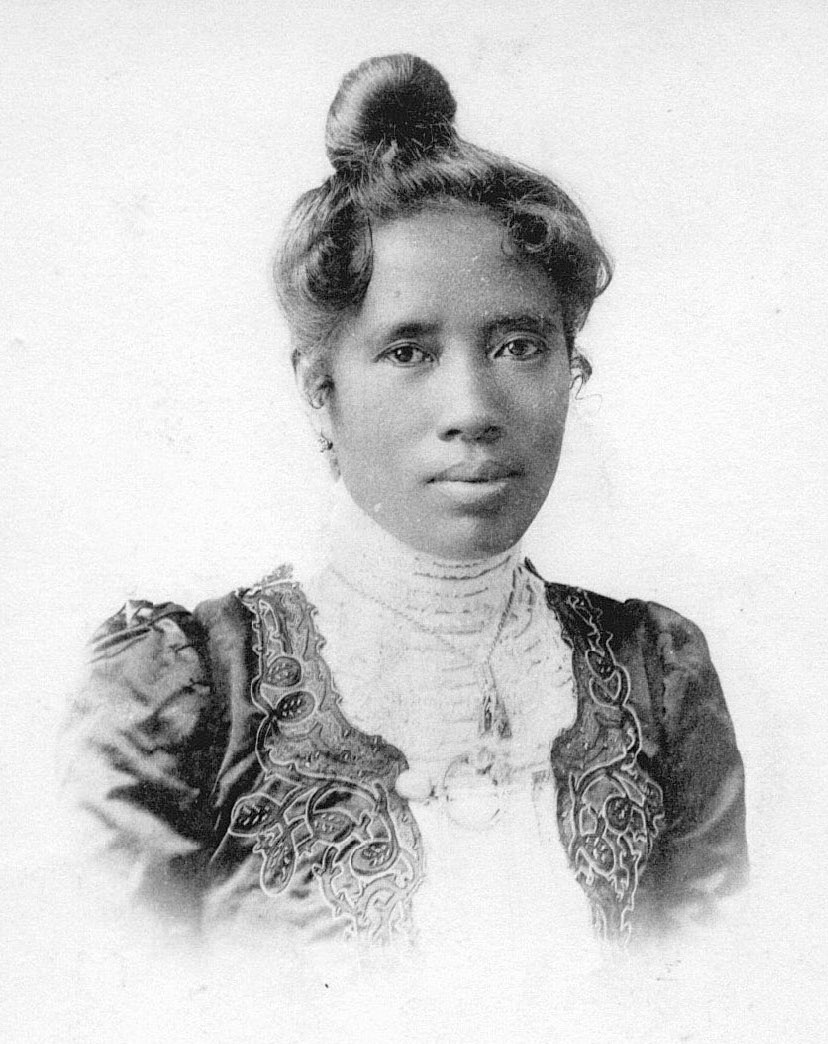
Ranavalona III. (1861–1917)

Mit der von 1787 bis 1810 andauernden Herrschaft Andrianampoinimerinas, der die Merina einte, etablierte sich erstmals ein moderner Staat auf der Insel. Andrianampoinimerina war zunächst bis 1794 König von Ambohimanga. 1794 eroberte er das kleine Königreich von Antananarivo und verlegte seinen Amtssitz in die heutige Hauptstadt. Nach und nach weitete Andrianampoinimerina seinen Einflussbereich auf große Teile der Insel aus, aber insbesondere im Süden des Landes konnte er aufgrund des starken Widerstandes den Staat nicht vollständig konsolidieren. Unter Andrianampoinimerinas autokratischer Herrschaft wurde der Staat modernisiert, unter anderem wurde ein neues Strafgesetzbuch erlassen; seine Untertanen teilte er in kastenartige Gruppen ein und trug somit zu einer rigiden und ungleichen Stratifikation der Bevölkerung bei.
Sein Sohn Radama I., der ihm auf den Thron folgte, öffnete die Insel gegenüber dem Ausland, wobei er vor allem Kontakte zum Vereinigten Königreich suchte, das mit Frankreich um die Vorherrschaft im Indischen Ozean rang. Er reorganisierte die Armee nach englischem Vorbild. Während seiner Regierungszeit gab es erste industrielle Ansiedlungen der Engländer an der Ostküste. Englische Missionare übersetzten die Bibel ins Malagasy und führten die lateinische Schrift ein.
Die traditionelle Geschichtsschreibung sieht die Herrschaftszeit seiner Witwe und Nachfolgerin Ranavalona I., die von 1828 bis 1861 regierte, als einen Rückfall von der Aufklärung zu einem autoritären Isolationismus. 1835/36 verbannte sie fast alle Ausländer von der Insel und reduzierte die Beziehungen zum Ausland auf ein Minimum.
Radama II. (1861–1863) war der Sohn von Ranavalona I. Er war gemäßigt und begann während seiner kurzen Regierungszeit wieder Kontakte zum Ausland aufzunehmen. Sein liberaler Kurs gefiel jedoch nicht allen und er fiel nach nur zweijähriger Regierungszeit einem Mordanschlag zum Opfer.
Rasoherina (1863–1868) war die (erste) Witwe von Radama II. und wandte sich während ihrer Regierungszeit den Engländern zu. Sie heiratete den Premierminister Rainilaiarivony, der die eigentliche Macht ausübte und in der Folge auch die beiden Nachfolgerinnen auf dem Königsthron heiratete.
Die zweite Witwe von Radama II., Ranavalona II. (1868–1883), führte den Protestantismus als Staatsreligion ein. Der traditionelle Ahnenkult wurde davon jedoch nur wenig berührt und existiert bis heute parallel zu Christentum und Islam weiter. 1883 versuchten die Franzosen erneut, in Madagaskar gewaltsam Fuß zu fassen. Ein zweijähriger blutiger Krieg begann.
Die letzte Merina-Königin von Madagaskar, Ranavalona III. (1883–1896), war die Nichte ihrer Vorgängerin. Sie bestieg den Thron während der französischen Invasion. Es gelang der madagassischen Armee noch einmal, die Eindringlinge zurückzuschlagen. 1896 konnten sich die Franzosen schließlich durchsetzen und errichteten ein französisches Protektorat in Madagaskar. Ranavalona III. wurde von der französischen Kolonialmacht zur Abdankung gezwungen und ins Exil nach Algerien geschickt.

### Französische Kolonialzeit

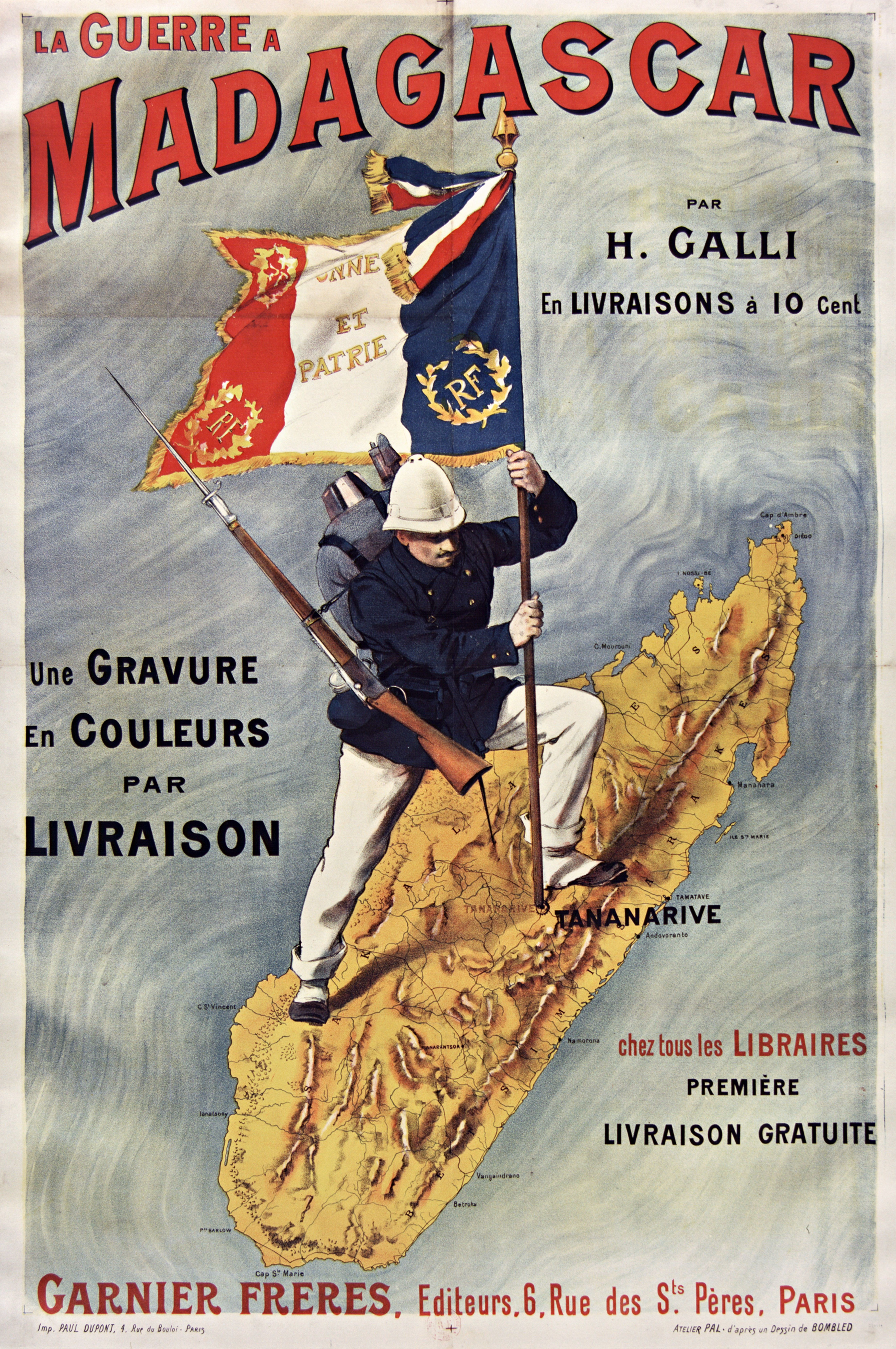
Französisches Plakat zum Eroberungskrieg (1895)

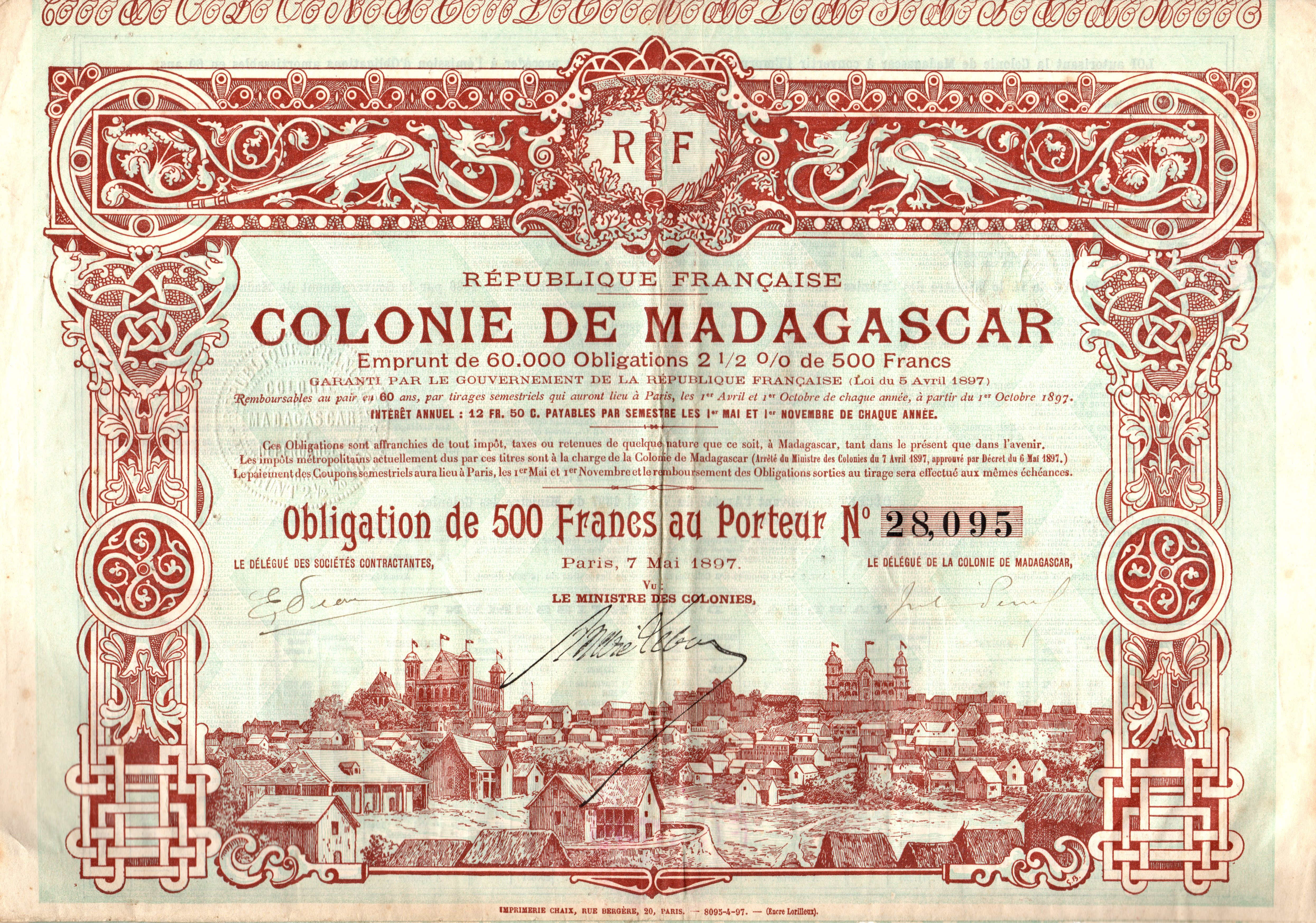
Obligation über 500 Franken der französischen Kolonie Madagaskar vom 7. Mai 1897

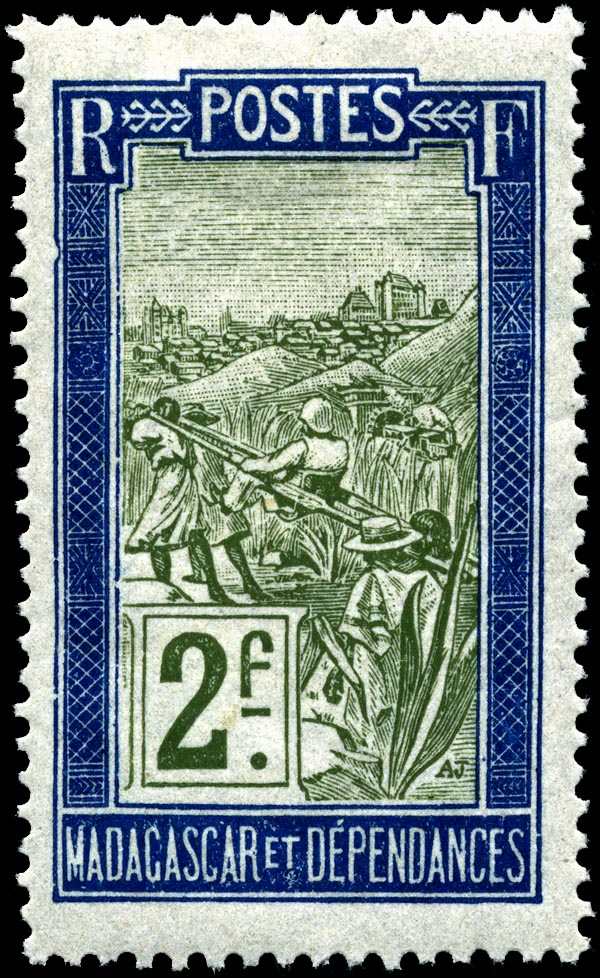
Briefmarke der Kolonialzeit (1908)

Die ersten diplomatischen Beziehungen zwischen dem deutschen Kaiserreich und dem madagassischen Königreich wurden 1883 in einem Freundschaftsvertrag festgeschrieben. Das Ziel der madagassischen Regierung, Deutschland als Verbündeten gegen die drohende französische Kolonialisierung zu gewinnen, wurde allerdings nicht erreicht.
Auf der Kongo-Konferenz 1885 wurde Madagaskar Frankreich als „Interessengebiet“ zugesprochen. 1896 konnte sich Frankreich gegen den Widerstand vieler Madagassen als Kolonialmacht etablieren. Als Manifestation und Symbol der Machtübernahme wurde noch im gleichen Jahr die letzte Königin von Madagaskar Ranavalona III. abgesetzt; Madagaskar war nun eine französische Kolonie. In dem folgenden halben Jahrhundert beuteten französische Unternehmer Glimmer- und Grafitvorkommen aus und betrieben Kaffee- und Reisplantagen. Die einheimische Bevölkerung wurde durch das Apartheid-ähnliche System des Code de l’indigénat massiv unterdrückt. Zwei nationalistische Rebellionen 1915 und 1929 wurden von Frankreich niedergeschlagen.
Während des Zweiten Weltkrieges wurde Madagaskar anfangs von einer vichytreuen Kolonialverwaltung beherrscht. Im sogenannten Madagaskarplan zog das NS-Regime 1940 die Deportation der europäischen Juden nach Madagaskar in Erwägung. Britische Truppen landeten 1942 in Madagaskar und eroberten die Insel innerhalb eines halben Jahres (Mai bis November). Mit der Landung wollte Großbritannien angeblich einer Landung der Japaner zuvorkommen. Zum Ende des Krieges übergab das Vereinigte Königreich die Insel dem befreiten Teil Frankreichs unter Charles de Gaulle.
Während der Kolonialzeit 1896–1960 herrschten die Franzosen mit Militärgewalt. 1945 wurden die nach (beschränkter) Unabhängigkeit strebenden Mouvement démocratique de la rénovation malgache (MDRM) (französisch für: Demokratische Bewegung für die Erneuerung Madagaskars), PANAMA und JINA gegründet. Ende März 1947 kam es im Norden der Insel zu einem Aufstand gegen die Kolonialmacht. In den ersten zwei Wochen töteten die Rebellen 200 französische Soldaten und es gelang ihnen, ein Gebiet von der Größe Österreichs (ein Siebtel der Gesamtfläche) unter ihre Kontrolle zu bringen. Frankreich entsandte daraufhin 18.000 Soldaten, die die Rebellion bis Ende 1948 niederschlugen. Dabei kamen nach herrschender Meinung etwa 90.000 Madagassen ums Leben, wobei es Stimmen gibt, nach denen eine tatsächliche Opferzahl von 10.000 nicht überschritten worden sei. Aufgrund militärischer Unterlegenheit und schlechter Organisation der Rebellen wurde der Aufstand von französischen Truppen niedergeschlagen, die Führer des MDRM wurden verhaftet und viele von ihnen exekutiert. Tausende des Aufstands Verdächtige wurden gefoltert und in ein Lager nach Nosy Lava verschleppt.
Die populärste Befreiungsorganisation MDRM wurde von der Kolonialverwaltung beschuldigt, den Aufstand organisiert zu haben, obwohl wahrscheinlich die Geheimorganisationen PANAMA und JINA ihn organisiert hatten. Das MDRM lehnte den Aufstand ab.
Entsprechend der Loi Lamine Guèye von 1946 hatten alle Bürgerinnen und Bürger bei Wahlen zum französischen Parlament und auch bei lokalen Wahlen ein Wahlrecht. Es handelte sich um ein Zweiklassenwahlrecht, das den französischstämmigen Bürgerinnen und Bürgern Vorteile verschaffte. Das passive Wahlrecht wurde in dem Gesetz nicht ausdrücklich erwähnt, war aber auch nicht ausgeschlossen.
Das Kriegsrecht blieb bis 1950 bestehen. Bis 1955 waren alle politischen Aktivitäten verboten.
1956 wurde die loi-cadre Defferre eingeführt und damit das aktive und passive allgemeine Wahlrecht, also auch das Frauenwahlrecht.
Das MDRM wurde völlig zerschlagen.

### Unabhängigkeit

#### Erste Republik

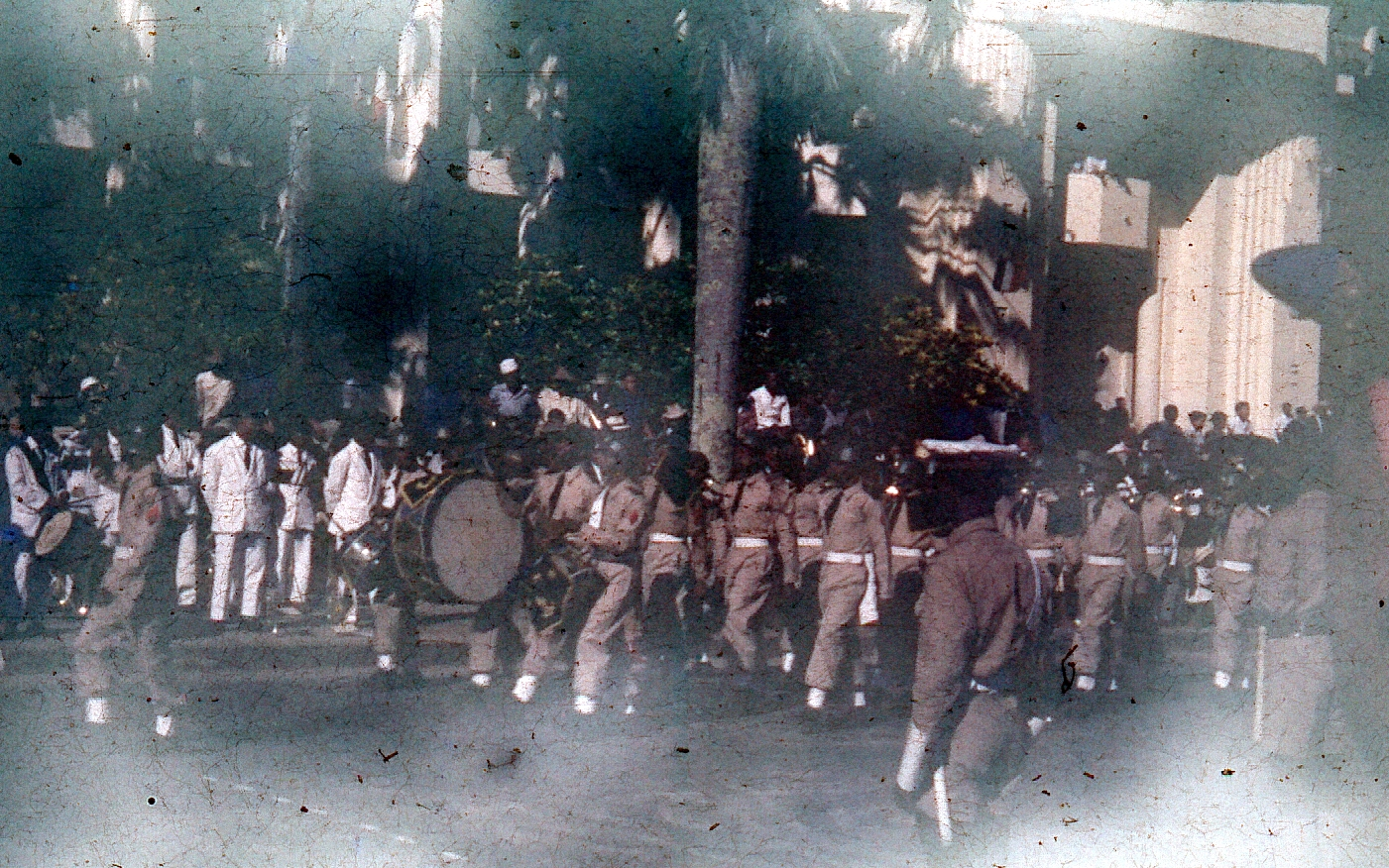
Festumzug am Tag der Unabhängigkeit

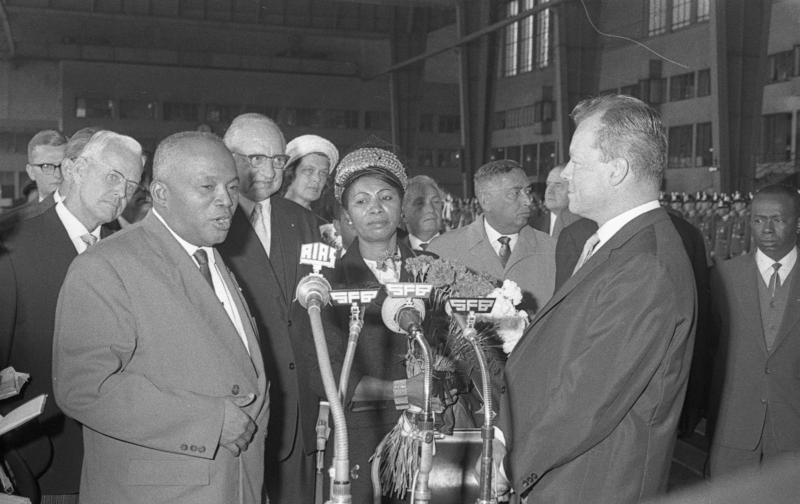
Tsiranana, 3. von links, in Berlin 1962

1958 wurde die Republik Madagaskar in die Communauté française aufgenommen. Am 29. April 1959 wurde das Wahlrecht bestätigt.
Madagaskar erlangte als dritter Staat im „Afrikanischen Jahr“ am 26. Juni 1960 schließlich die Unabhängigkeit. 1960 fanden die ersten Wahlen statt. Bereits ab 1958 hatte die Parti social démocrate (PSD) massiv Mitglieder rekrutiert, so dass sie in den ersten Wahlperioden der neuen Republik die dominierende Partei war; 1960 erhielt sie bei 88,2 Prozent aller Stimmen 104 der 107 Sitze im ersten madagassischen Parlament. Die (von der SPD und Mapai unterstützte) PSD hatte einen sozialdemokratischen Kurs und pflegte zunächst eine Nostalgie für Gaullismus, die Ende der 1960er-Jahre jedoch einer mehr nationalistischen Rhetorik wich.
1971 wurde das Land von Bauernunruhen erschüttert. Tsiranana war bei der Präsidentschaftswahl am 30. Januar 1972 einziger Kandidat; er erhielt über 99 Prozent der abgegebenen Stimmen. Die unter der Führung intellektueller Merina stehende Opposition entschied sich zu Großdemonstrationen gegen den Präsidenten. Am 18. Mai 1972 berief Tsiranana General Gabriel Ramanantsoa zum Ministerpräsidenten. Ramanantsoa ließ am 8. Oktober ein Referendum abhalten und wurde drei Tage später Präsident Madagaskars.
Er führte eine Militärdiktatur.
Am 5. Februar 1975 trat er zurück; sein Nachfolger wurde der bisherige Innenminister Richard Ratsimandrava. Ratsimandrava wurde am 11. Februar 1975 ermordet. Ihm folgte General Gilles Andriamahazo (bis zum 15. Juni 1975).

#### Sozialistische Republik
1975 kam in der Folge breiter Bürgerproteste ein stark sozialistisch ausgerichtetes Regime unter Didier Ratsiraka an die Macht, das den durch ausländische Banken und Versicherungsgesellschaften dominierten Finanzmarkt verstaatlichte und in drei Bankinstitute – Banque Nationale de l’Industrie, Agricultural Bank und Trade Bank – und zwei Versicherungsinstitute – ARO und NY Havana – konsolidierte. Eine Reihe multinationaler Industriekonzerne wurde ebenfalls nationalisiert, der Vertrieb von Landwirtschaftsprodukten wurde ein Staatsmonopol, so dass auch der Agrarsektor weitgehend sozialisiert wurde. Insbesondere die Ineffizienz, die sich aus diesen Verstaatlichungsmaßnahmen im Agrarsektor ergab, traf die madagassische Wirtschaft in der Folgedekade stark: Das jährliche Wirtschaftswachstum schwankte in diesen Jahren zwischen minus zwei und einem Prozent; selbst Grundnahrungsmittel wie Reis wurden in der ersten Hälfte der 1980er-Jahre nicht mehr in ausreichender Menge produziert, so dass regionale Hungersnöte auftraten. Unter diesen Umständen entstanden ein großer Schwarzmarkt und eine hohe Arbeitslosigkeit; aus dem Sammelbecken der Arbeitslosen rekrutierten dabei viele Kung-Fu-Vereine Mitglieder, die sich an Straßen- und Bandenkämpfen beteiligten, ohne jedoch eine offene politische Rebellion zu initiieren. Trotz dieser schlechten wirtschaftlichen und sozialen Entwicklung entstand lange Zeit kein effektiver Widerstand gegen die regierende Avantgarde de la Révolution Malgache. Zum einen gelang es Ratsiraka und Unterstützern, ein machtvolles informelles Netzwerk innerhalb der staatlichen Institutionen und der Regierungspartei aufzubauen sowie das Militär bedeutend zu schwächen, zum anderen existierten keine Oppositionsparteien mit nennenswertem Organisationsgrad.

#### Dritte Republik
1992 wurde Ratsiraka durch eine breite Oppositionsbewegung, les Forces Vives, aus dem Amt gedrängt; in der Folge läutete eine neue Verfassung, die die Macht des Präsidenten wesentlich beschränkte, die Dritte Republik ein. Durch sie wurde Madagaskar zu einer semipräsidentiellen Republik, deren erster Präsident nach vier Jahren abgesetzt wurde, da er seine verfassungsmäßigen Kompetenzen überschritt.
Daraufhin wurde 1996 Didier Ratsiraka von der Partei Association pour la Renaissance de Madagascar (kurz AREMA, etwa „Vereinigung zur Wiedergeburt Madagaskars“, heutiger Name Avant-garde pour la rénovation de Madagascar, etwa „Avantgarde/Vorhut zum Wiederaufbau Madagaskars“), die in den 1970er-Jahren als Einheitspartei unter dem Namen Avant-garde de la Révolution Malgache („Vorhut der madagassischen Revolution“) die Macht innehatte, mit knapper Mehrheit zum neuen Präsidenten gewählt, aber erst nach einigem Zögern des Verfassungsgerichts vereidigt.
Ratsiraka setzte kurz nach seiner Vereidigung Mitte 1998 eine Verfassungsänderung durch, die ihm mehr Macht zusprach. Im April 2001 wurde zum ersten Mal die zweite Kammer, der Senat, gewählt.
Bei der Präsidentschaftswahl am 16. Dezember 2001 erhielt Marc Ravalomanana offiziell anfangs keine absolute Mehrheit (46 Prozent), weigerte sich aber, sich einem zweiten Wahldurchgang zu stellen, da er seinen Informationen nach 52 Prozent der Stimmen erhalten habe. Am 28. April gab das Verfassungsgericht ein neues Ergebnis heraus, wonach er mit 51,3 Prozent (gegenüber 35 Prozent für den bisherigen Präsidenten) gewonnen hatte. Ravalomanana wurde vom Verfassungsgericht zum Sieger erklärt. Dazwischen lagen turbulente Monate mit bürgerkriegsähnlichen Zuständen. Der bisherige Präsident Didier Ratsiraka floh, Ravalomanana rief zu Generalstreiks auf, und es gab 30 bis 40 Tote. Auch wenn sich die Lage mittlerweile wieder stabilisiert hat, sind Unzufriedenheit und Armut in der Bevölkerung weiterhin sehr verbreitet.

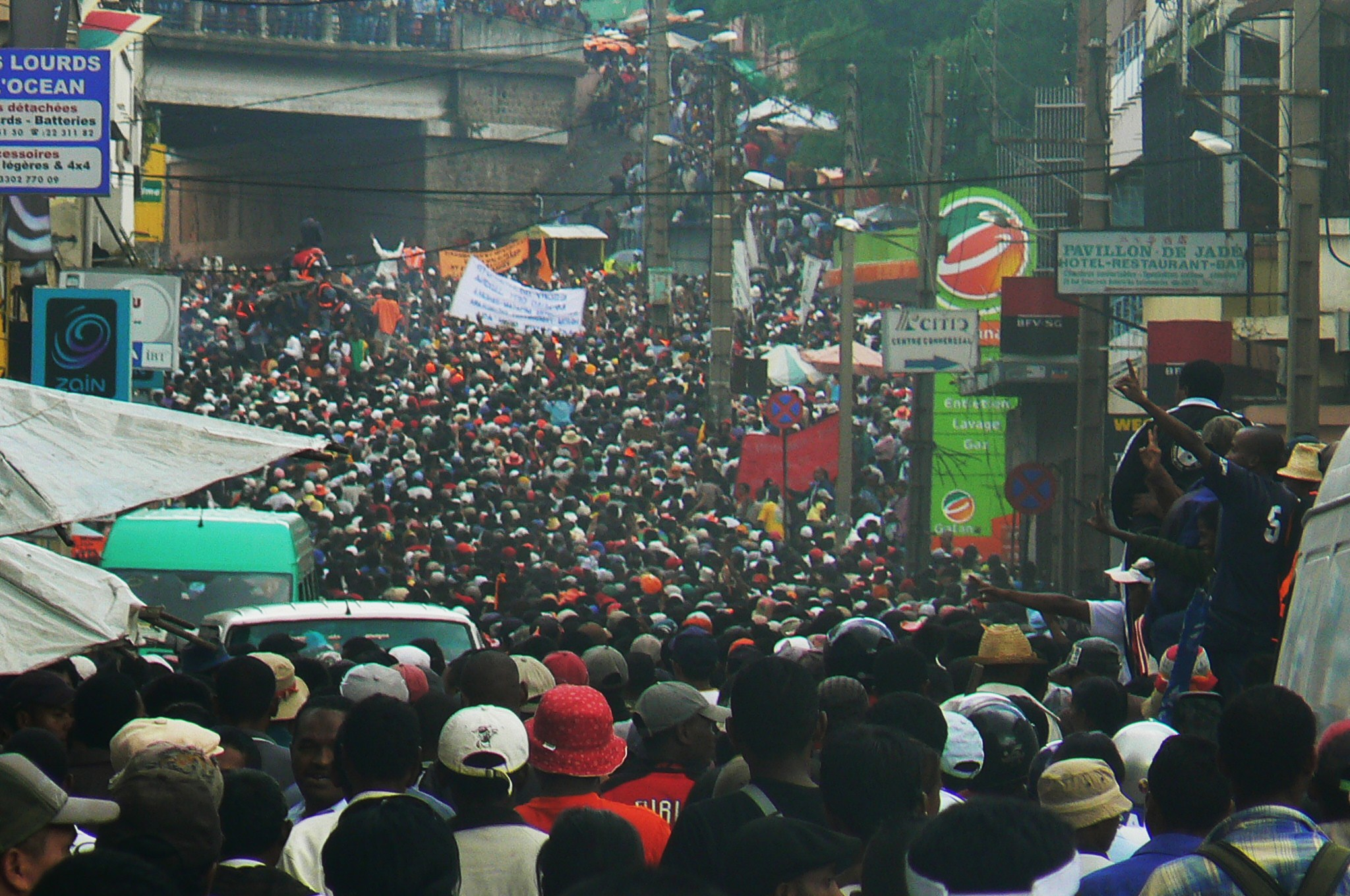
Demonstration in Antananarivo im Januar 2009

Am 18. November 2006 versuchte General Fidy Andrianafidisoa, in einem Militärputsch den Präsidenten zu stürzen. Bei der Präsidentschaftswahl am 3. Dezember 2006 setzte sich der Amtsinhaber Ravalomanana mit 54,8 Prozent der Stimmen im ersten Wahlgang durch und wurde am 19. Januar 2007 für eine zweite Amtszeit vereidigt. Neuer Ministerpräsident wurde der bisherige Innenminister Charles Rabemananjara.
Im Frühjahr 2009 kam es in der Folge von Protestunruhen gegen die Regierung Ravalomananas, dem persönliche Bereicherung vorgeworfen wurde, abermals zu einem Regierungsumsturz. Andry Rajoelina, Bürgermeister von Antananarivo, gelang es, das madagassische Militär auf seine Seite zu ziehen, so dass Ravalomanana abdankte und ins Exil flüchtete. Ab Ende März 2009 regierte so eine demokratisch nicht legitimierte Übergangsregierung unter Rajoelina, die international diplomatischen Sanktionen ausgesetzt war.
Dank der internationalen Vermittlung unter Leitung der Entwicklungsgemeinschaft des südlichen Afrika (SADC) wurde am 17. September 2011 ein Fahrplan zur Beendigung der Krise erarbeitet, der von den meisten politischen Gruppierungen unterstützt wurde. Er benannte wichtige Schritte und Maßnahmen auf dem Weg zu Wahlen und der Rückkehr zu Demokratie und Rechtsstaatlichkeit.
Von der internationalen Staatengemeinschaft überwachte Wahlen wurden am 25. Oktober 2013 abgehalten. Für die Präsidentschaftswahl war eine Stichwahl am 20. Dezember 2013 nötig, die der Finanzminister der Übergangsregierung Hery Rajaonarimampianina für sich entschieden hat und im Januar 2014 zum Staatspräsidenten vereidigt wurde.
Als einer der wenigen offenen und damit kritischen Punkte der Rückkehr zur Rechtsstaatlichkeit bestand die Frage nach der Rolle des ehemaligen Präsidenten Marc Ravalomanana. Dieser kehrte am 13. Oktober 2014 nach fünfjährigem Exil zurück und wurde kurz nach seiner Ankunft in Antananarivo „in Sicherheit gebracht“, da er indirekt zum Putsch aufrief.
Die folgende Präsidentschaftswahl fand am 7. November 2018 statt. Daran nahmen die vier ehemaligen Präsidenten von Madagaskar, Hery Rajaonarimampianina, Andry Rajoelina, Marc Ravalomanana und Didier Ratsiraka teil. Am 19. Dezember kam es zur Stichwahl zwischen Andry Rajoelina und Marc Ravalomanana, die Rajoelina für sich entscheiden konnte. Am 19. Januar 2019 trat er sein Amt an. 2021 begann wegen einer drei Jahre anhaltenden Trockenheit eine Hungersnot vor allem im südlichen Amboasary-Distrikt.

## Politik

### Politisches System
Das politische System Madagaskars ist laut Verfassung eine zentralistische, präsidentielle Republik mit direkt gewähltem Präsidenten und Zweikammersystem: Die Nationalversammlung hat 160 auf fünf Jahre gewählte Mitglieder. Die zweite Kammer, der Senat, vertritt die sechs Provinzen Antananarivo, Antsiranana, Fianarantsoa, Mahajanga, Toamasina und Toliara. Ein Drittel der 90 Senatsangehörigen wird vom Präsidenten ernannt, die übrigen gewählt. Jede Provinz verfügt über ein Provinzparlament, deren Angehörige direkt vom jeweiligen Staatsvolk gewählt werden. Die Regierungschefs der einzelnen Provinzen werden vom Präsidenten ernannt. Im Zuge moderater Dezentralisierung wurde Madagaskar darüber hinaus in 22 Regionen eingeteilt. Auch ihnen stehen vom Präsidenten ernannte Chefs vor.
Das Politische System Madagaskars ist in den 1990er Jahren an verschiedenen Stellen reformiert worden. Im März 1998 stimmten die madagassischen Wähler einer erweiterten und erneuerten Form der Verfassung zu. 2006 galt auf Grundlage dieser Verfassung zusätzlich zu Obigem noch Folgendes: Der Präsident wird in allgemeinen, gleichen und freien Wahlen nach dem absoluten Mehrheitsprinzip für einen Zeitraum von fünf Jahren gewählt, er kann nur für zwei weitere Legislaturperioden bestätigt werden. Die Amtszeit der Senatoren beträgt sechs Jahre. Die täglichen Regierungsgeschäfte werden vom Premierminister und den von ihm ernannten Ministern ausgeübt, der Premierminister wird vom Präsidenten ernannt. Die Verfassungsmäßigkeit der von beiden Kammern des Parlaments erlassenen Gesetze wird vom Nationalen Verfassungsgericht überprüft. Der Premierminister und die an der Regierung beteiligten und in beiden Kammern des Parlaments vertretenen Fraktionen entwickeln die Gesetzgebung, die dann von der Regierung ausgeführt wird. Der Staatspräsident kann die Nationalversammlung auflösen, für den Senat gilt dies jedoch nicht. Die Nationalversammlung kann ein Misstrauensvotum gegen den Premierminister und das Kabinett anstreben und zu deren Rücktritt führen.

### Politische Indizes
| Name des Index                     | Indexwert    | Weltweiter Rang | Interpretationshilfe | Jahr |
| ---------------------------------- | ------------ | --------------- | --- | ---- |
| Fragile States Index               | 79,8 von 120 | 53 von 179      | Stabilität des Landes: erhöhte Warnung 0 = sehr nachhaltig / 120 = sehr alarmierend Rang: 1 = fragilstes Land / 179 = stabilstes Land | 2024 |
| Demokratieindex                    | 5,33 von 10  | 83 von 167      | Hybridregime 0 = autoritäres Regime / 10 = vollständige Demokratie                                                                    | 2024 |
| Freedom in the World Index         | 58 von 100   | —               | Freiheitsstatus: teilweise frei 0 = unfrei / 100 = frei                                                                               | 2024 |
| Rangliste der Pressefreiheit       | 54,1 von 100 | 100 von 180     | Schwierige Lage für die Pressefreiheit 100 = gute Lage / 0 = sehr ernste Lage                                                         | 2024 |
| Korruptionswahrnehmungsindex (CPI) | 26 von 100   | 140 von 181     | 0 = sehr korrupt / 100 = sehr sauber                                                                                                  | 2024 |

### Politische Kultur

#### Menschenrechte
Laut Auswärtigem Amt (Bundesrepublik) gab es bisher keine systematischen Menschenrechtsverletzungen, allerdings seien gewisse Menschenrechte in der von großer Armut bestimmten und von bürokratischen Schwierigkeiten geprägten Alltagspraxis beeinträchtigt. Etwa ein Viertel der Bürger kann sein Wahlrecht nicht ausüben, da es nicht über einen Personalausweis verfügt. Die Todesstrafe konnte bis zur Abschaffung 2014 verhängt werden, wurde aber schon seit der Unabhängigkeit nicht mehr vollstreckt. Kinderarbeit und Kinderprostitution stellen gravierende Probleme dar.
Amnesty International berichtete 2010, dass in Madagaskar die Sicherheitskräfte Menschen ohne rechtliche Grundlagen festnahmen und inhaftierten. Sie gingen demnach mit exzessiver Gewalt gegen Demonstranten vor und griffen Journalisten sowie führende Mitglieder der Opposition tätlich an. Laut Amnesty International werden bei derartigen Menschenrechtsverletzungen die Verantwortlichen nur in Einzelfällen zur Rechenschaft gezogen. 2018 kritisierte AI weiterhin das Justizsystem wegen seiner schleppenden Gerichtsverfahren und überfüllten Gefängnisse.
Politischen Gegnern der Regierung wurde in der Vergangenheit immer wieder in unfairen Gerichtsverfahren der Prozess gemacht.

#### Meinungsfreiheit
Journalisten sind laut Amnesty International Schikanen und Einschüchterungen ausgesetzt. Mindestens drei Radiosender wurden 2010 von der Regierung verboten. Am 6. Oktober 2010 schlossen Beamte des Kommunikationsministeriums den Radiosender Fototra. Der Sender gehörte der Vorsitzenden der Grünen Partei, Saraha Georget Rabeharisoa. Sie wollte für das Präsidentschaftsamt kandidieren.
Zehn Angestellte von Radio Fahazavàna, dem Radiosender der reformierten protestantischen Kirche in Madagaskar, wurden im Mai 2010 festgenommen und inhaftiert. Der Sender wurde vom Kommunikationsministerium geschlossen. Die Angestellten konnten das Gefängnis im September 2010 gegen Auflagen verlassen.

#### Frauenrechte
In ländlichen Regionen haben Frauen häufig ein höheres Bildungsniveau als Männer und werden verstärkt zu Trägern der landwirtschaftlichen Entwicklung. In Wirtschaft und Verwaltung sind Frauen in Führungspositionen in der Minderheit, auch wenn ihr Gesamtanteil an den Beschäftigten 40 Prozent beträgt. Im Parlament und in der Regierung sind Frauen stark unterrepräsentiert.

#### Willkürliche Staatsgewalt
Im April 2010 wurde laut Amnesty International an der Université d’Antananarivo (Provinz Antsiranana) mindestens ein Student während einer Demonstration von einem Angehörigen der Sicherheitsorgane erschossen. Eine unabhängige Untersuchung des Vorfalls fand nicht statt.
Politische Gegner der Übergangsregierung und Anhänger des ehemaligen Präsidenten Marc Ravalomanana wurden 2010 von den Sicherheitskräften willkürlich festgenommen und inhaftiert. 2010 begannen 18 Häftlinge einen Hungerstreik.
Immer wieder kam es zu willkürlichen Inhaftierungen von Gegnern der Übergangsregierung. So wurden der frühere Leiter der Sicherheitsabteilung am Verfassungsgericht von Madagaskar, Ralitera Andriamalala Andrianandraina, sowie mehrere Oppositionsmitglieder inhaftiert.

### Außenpolitik

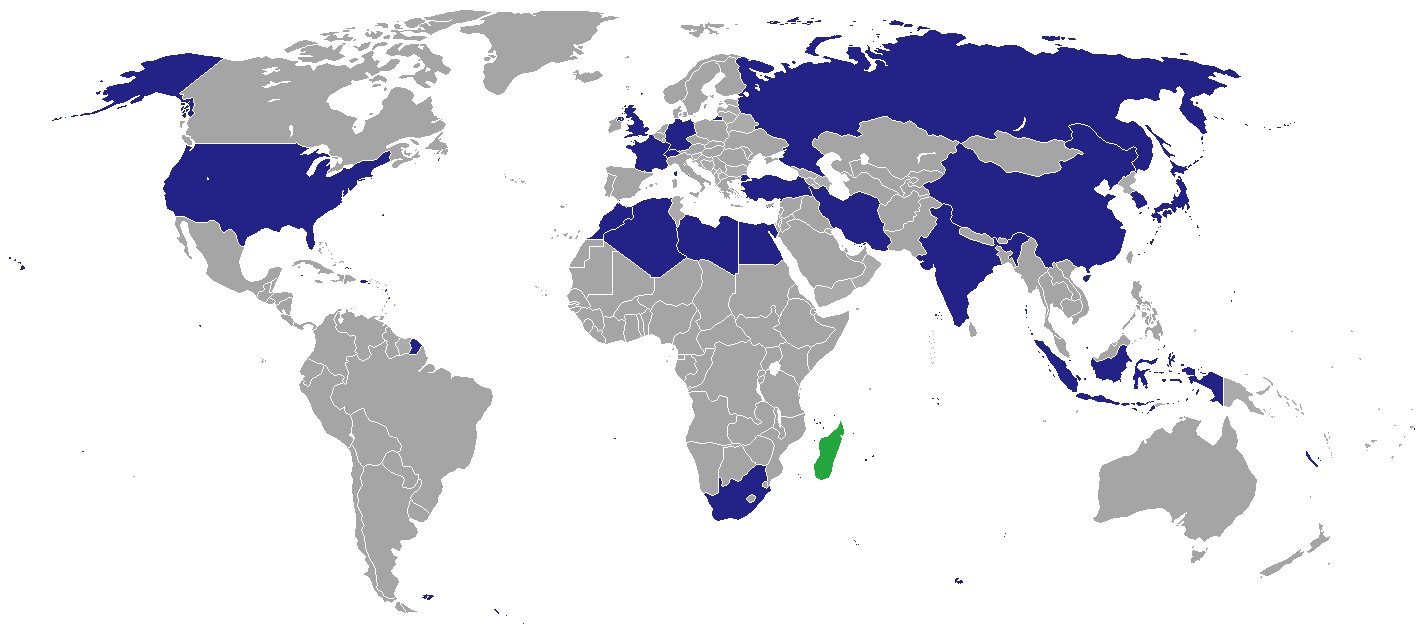
Staaten, in denen Madagaskar eine Botschaft (blau) oder ein Konsulat (hellblau) errichtet hat

Bis zur so genannten sozialistischen Revolution 1975 unterhielt Madagaskar ausschließlich Beziehungen zur westlichen Welt, öffnete sich dann aber beiden Seiten. Die Volksrepublik China und die Sowjetunion eröffneten daraufhin Botschaften in Madagaskar.
Die Beziehungen zum Westen nahmen dadurch Schaden und normalisierten sich erst nach einigen Jahren wieder völlig. Besonders Frankreich hat großes Interesse an der ehemaligen Kolonie. Nach dem Ende des Kalten Krieges verlor Russland das Interesse am Inselstaat, China leistete dagegen weiterhin Entwicklungshilfe; es erhielt die Einwanderungsgenehmigung für 20.000 chinesische Bürger im Gegenzug für den Bau des Sportpalastes.
Das Land unterhält gute Beziehungen zu Deutschland, das vor allem über die Gesellschaft für Internationale Zusammenarbeit Entwicklungshilfe leistet.

### Militär
Madagaskar gab 2017 knapp 0,6 Prozent seiner Wirtschaftsleistung oder 67 Millionen US-Dollar für seine Streitkräfte aus.

## Wirtschaft

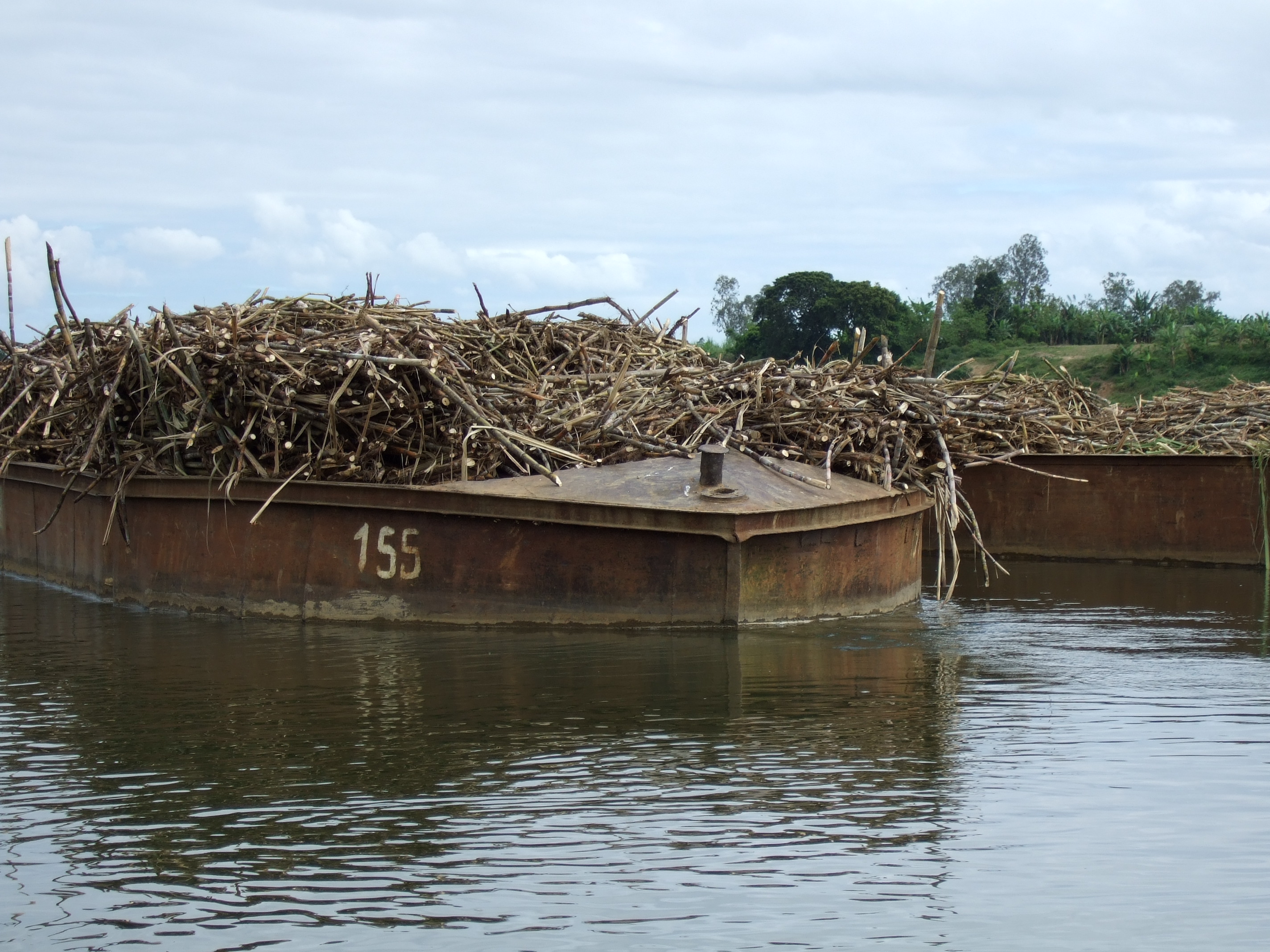
Zuckerrohrschiff

### Allgemein
Die Wirtschaft Madagaskars trägt typische Züge eines Entwicklungslandes. Laut dem Internationalen Währungsfonds betrug das Bruttoinlandsprodukt im Jahre 2024 unter Berücksichtigung der Kaufkraftparität 57 Milliarden US-Dollar, das entspricht 1.911 US-Dollar pro Einwohner. Madagaskar zählt damit nach wie vor zu den ärmsten Ländern der Welt: Noch 2003 belief sich der Anteil der Bevölkerung mit weniger als 1 US-Dollar pro Tag auf 49 %. Aufgrund des hohen Bevölkerungswachstums bei gleichzeitig schwachem Wirtschaftswachstum sank das Bruttoinlandsprodukt pro Kopf von der Unabhängigkeit 1960 bis zum Jahr 2014 um 42 %.
Im Global Competitiveness Index, der die Wettbewerbsfähigkeit eines Landes misst, belegt Madagaskar Platz 128 von 138 Ländern (Stand 2016/17). Der Index für wirtschaftliche Freiheit 2024 des Landes war der 98 höchste von 176 Ländern.
| Jahr                                    | 2010  | 2015  | 2016  | 2017  | 2018  | 2019  | 2020   | 2021  | 2022  | 2023  |
| --------------------------------------- | ----- | ----- | ----- | ----- | ----- | ----- | ------ | ----- | ----- | ----- |
| BIP in Mrd. USD (Kaufkraftparität)      | 30,1  | 37,3  | 39,2  | 41,4  | 42,5  | 45,5  | 43,2   | 47,5  | 52,9  | 56,9  |
| BIP pro Kopf in USD (Kaufkraftparität)  | 1.487 | 1.588 | 1.618 | 1.662 | 1.656 | 1.715 | 1.578  | 1.685 | 1.827 | 1.911 |
| BIP-Wachstum (real)                     | 0,6 % | 3,1 % | 4,0 % | 3,9 % | 3,2 % | 4,4 % | −7,1 % | 5,7 % | 4,0 % | 3,8 % |
| Inflation (in Prozent)                  | 9,2 % | 7,4 % | 6,1 % | 8,6 % | 8,6 % | 5,6 % | 4,2 %  | 5,8 % | 8,2 % | 9,9 % |
| Staatsverschuldung (in Prozent des BIP) | 32 %  | 44 %  | 40 %  | 40 %  | 43 %  | 41 %  | 52 %   | 52 %  | 54 %  | 56 %  |

### Außenhandel
Die Hauptexportprodukte sind Kaffee, Fischereiprodukte, Vanille, Gewürznelken, Litschi und Zucker sowie Bergbauprodukte, darunter vor allem Nickel, Ilmenitsande und Graphit. In geringeren Mengen werden auch Kakao und Zimt exportiert. Importiert werden Nahrungsmittel, Investitionsgüter, Konsumgüter und Erdöl. 2015 wurden Waren für 2,3 Mrd. US-Dollar exportiert und 3,2 Mrd. US-Dollar importiert.
Am 2. April 2025 wurden Exporte von Madagaskar in die USA durch einen Erlass des US-Präsidenten Donald Trump mit 47 % Strafzöllen belegt.

### Staatshaushalt
Der Staatshaushalt umfasste 2016 (geschätzt) Ausgaben von umgerechnet 1,616 Milliarden US-Dollar; dem standen Einnahmen von umgerechnet 1,171 Milliarden US-Dollar gegenüber. Daraus ergab sich ein Haushaltsdefizit in Höhe von 4,6 Prozent des Bruttoinlandsprodukts.
Die Staatsverschuldung betrug 2003 4,8 Milliarden US-Dollar oder 88,4 Prozent des Bruttoinlandsprodukts, seitdem wurden dem Land Teile der Staatsschulden erlassen. 2016 lag die Verschuldung bei 42,3 % der Wirtschaftsleistung.
Anteil der Staatsausgaben (in % des BIP) an den folgenden Bereichen (Jahr in Klammern):
- Gesundheit:[125] 3,2 % (2006)
- Bildung:[69] 2,1 % (2013)
- Militär:[69] 0,69 % (2012)

## Infrastruktur

### Verkehr
Im Logistics Performance Index, der von der Weltbank erstellt wird und die Qualität der Infrastruktur misst, belegte Madagaskar 2018 den 128. Platz unter 160 Ländern.

#### Straßenverkehr
Der größte Teil des Verkehrs in Madagaskar wird über das 49.638 Kilometer lange Straßennetz abgewickelt, von dem 5289 Kilometer asphaltiert sind. Innerhalb der Städte wird dabei häufig auf mensch- oder tierbetriebene Fahrzeuge zurückgegriffen. Die wichtigsten Überlandrouten sind die meistbefahrene Route Nationale 1, die von Antananarivo über Analavory nach Tsiroanomandidy verläuft, die aus wirtschaftlicher Sicht bedeutendste Route Nationale 2, die die Hauptstadt mit dem Hafen von Toamasina verbindet, sowie die Route Nationale 4 zwischen Antananarivo und Mahajanga.

#### Schienenverkehr
Der Schienenverkehr in Madagaskar wurde lange von der staatlichen Réseau national des chemins de fer malagasy betrieben, im Zuge einer Privatisierung wurde der Eisenbahnverkehr jedoch 2003 für 25 Jahre an Madarail konzessioniert. Das insgesamt 1030 Kilometer lange Streckennetz besteht aus zwei Einheiten, von denen die zwischen 1901 und 1913 erbaute Tananarive-Côte-Est-Linie (T.C.E.) die Hauptstadt mit dem Ostküstenhafen Toamasina verbindet, während die Fianarantsoa-Côte-Est-Linie (F.C.E.) die Betsileo-Kapitale im Hochland mit der Hafenstadt Manakara verbindet. Die zwischen 1926 und 1936 errichtete T.C.E. verfügt über zwei Stichstrecken von Antananarivo nach Antsirabe und zwischen Moramanga und Lac Alaotra; vier der acht wichtigsten Städte sind somit an das kleine Eisenbahnnetz angeschlossen.

#### Wasserverkehr
Mit Abstand wichtigster Seehafen ist Toamasina, in dem 2005 68 Prozent des madagassischen Schiffsgüterverkehrs verladen wurde. Die inländischen Wasserwege sind aufgrund ihrer natürlichen Beschaffenheit oft nur für Kanus oder kleine Motorboote geeignet und sind deshalb, mit Ausnahme des Betsiboka, der auf einer Länge von 80 Kilometer schiffbar ist, nur von untergeordneter und lokaler Bedeutung.

#### Luftverkehr
Aufgrund der oft schlechten Straßenzustände war der innermadagassische Flugverkehr bereits in den 1950er-Jahren von großer Bedeutung; 58 der insgesamt etwa 400 Flugplätze wurden zu jener Zeit mit Linienflügen bedient. Heute fliegt der staatlich betriebene innermadagassische Monopolist Madagascar Airlines 40 madagassische Flugziele an. Am Luftfahrt-Drehkreuz der Fluggesellschaft, dem internationalen Flughafen Antananarivo, der die Hauptstadt unter anderem mit Paris, Johannesburg und Bangkok verbindet, wurde 2006 mit 682.704 Passagieren etwas über die Hälfte des Passagierverkehrs abgewickelt. 2015 wurde der madagassische Luftverkehr liberalisiert; in der Folge übernahm die neugegründete Fluggesellschaft Madagasikara Airways ab November 2015 innermadagassische Flüge.

### Telekommunikation
Madagaskars Telekommunikationsnetz ist rückständig. Fortschritte in der Mobilfunktechnologie haben dazu geführt, dass es 2012 39,38 Mobiltelefonanschlüsse pro 100 Einwohner gab. Im Jahr 2022 nutzten 20,6 Prozent der Einwohner Madagaskars das Internet.

## Kultur

### Medien
Die Nichtregierungsorganisation Reporter ohne Grenzen sieht in Madagaskar eine schwierige Lage für die Pressefreiheit.

#### Printmedien
Die Zeitungsleserquote ist mit etwa drei Tageszeitungen pro 1000 Einwohner eher gering. 1992 erschienen vier französischsprachige Tageszeitungen, von denen Midi Madagasikara mit 25.000 täglichen Exemplaren die auflagenstärkste war. La Gazette de la Grande Ile 15.000, Madagascar Tribune erzielte eine Auflage von 12.000, L’Express de Madagascar 7.000 und Maresaka 5.000; die auf Malagasy erscheinenden Basy Vava, Imongo und Vaovao erzielten zusammen eine Auflage von 10.000.

#### Rundfunk
Radio
Auf der Insel gibt es zahlreiche privat betriebene Rundfunkstationen, die auch als Livestream zu empfangen sind. Daneben werden auch Kurzwellensender teilweise von religiösen Gemeinschaften, so zum Beispiel die Madagascar World Voice der Radiomissionsgesellschaft World Christian Broadcasting (WCB), aber auch der staatliche Inlandsdienst Radio Nasionalny Malagasy betrieben. Über letztere Einrichtung werden auch Relaissendungen u. a. für das Adventist World Radio, den BBC World Service und die Deutsche Welle in Swahili ausgestrahlt.
Fernsehen
Durchschnittlich besitzt etwa jeder 25. Madagasse einen Fernseher, während ungefähr 12 Radios pro 100 Einwohner in Gebrauch sind.

### Sport

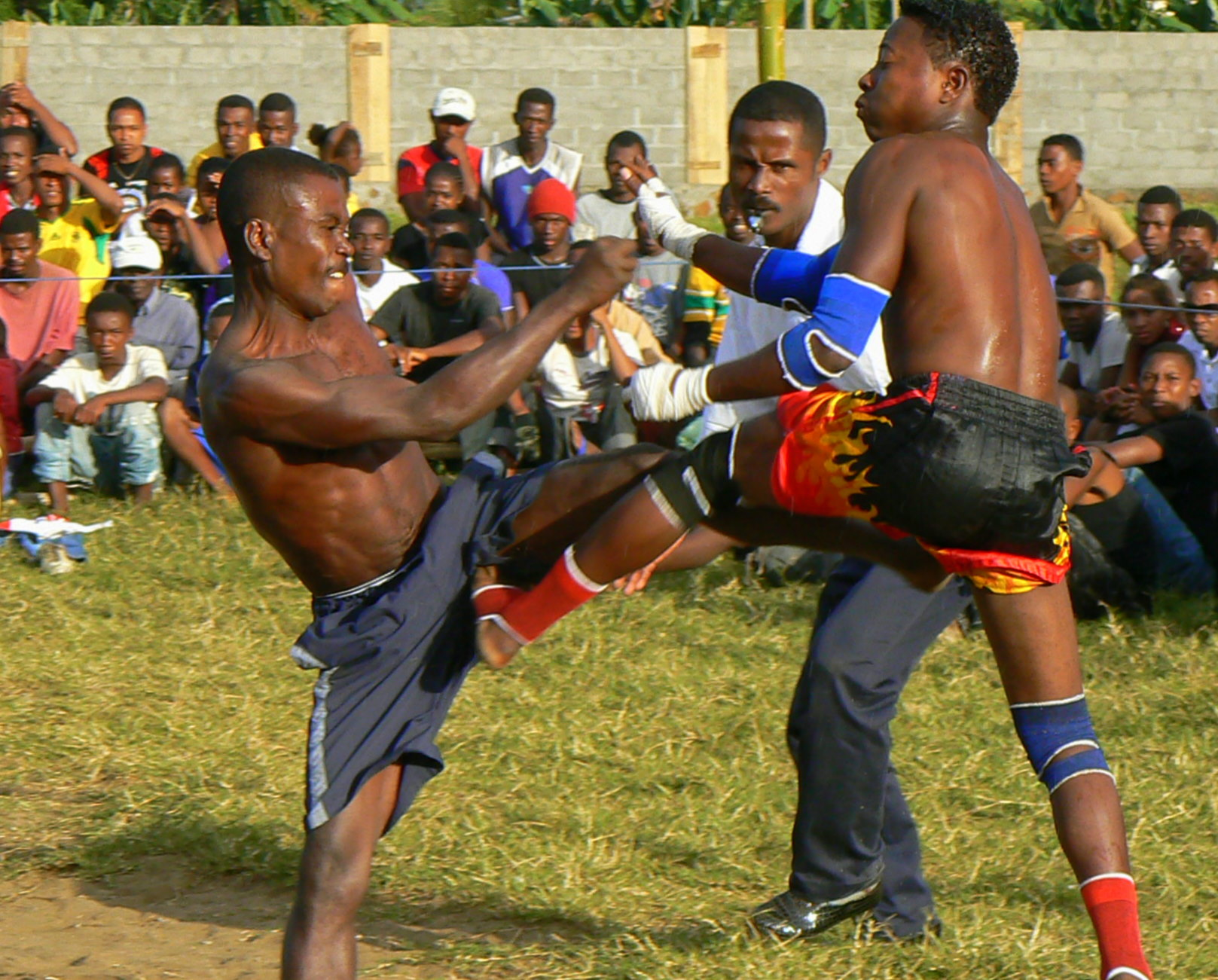
Moraingy ist eine traditionelle Kampfkunst

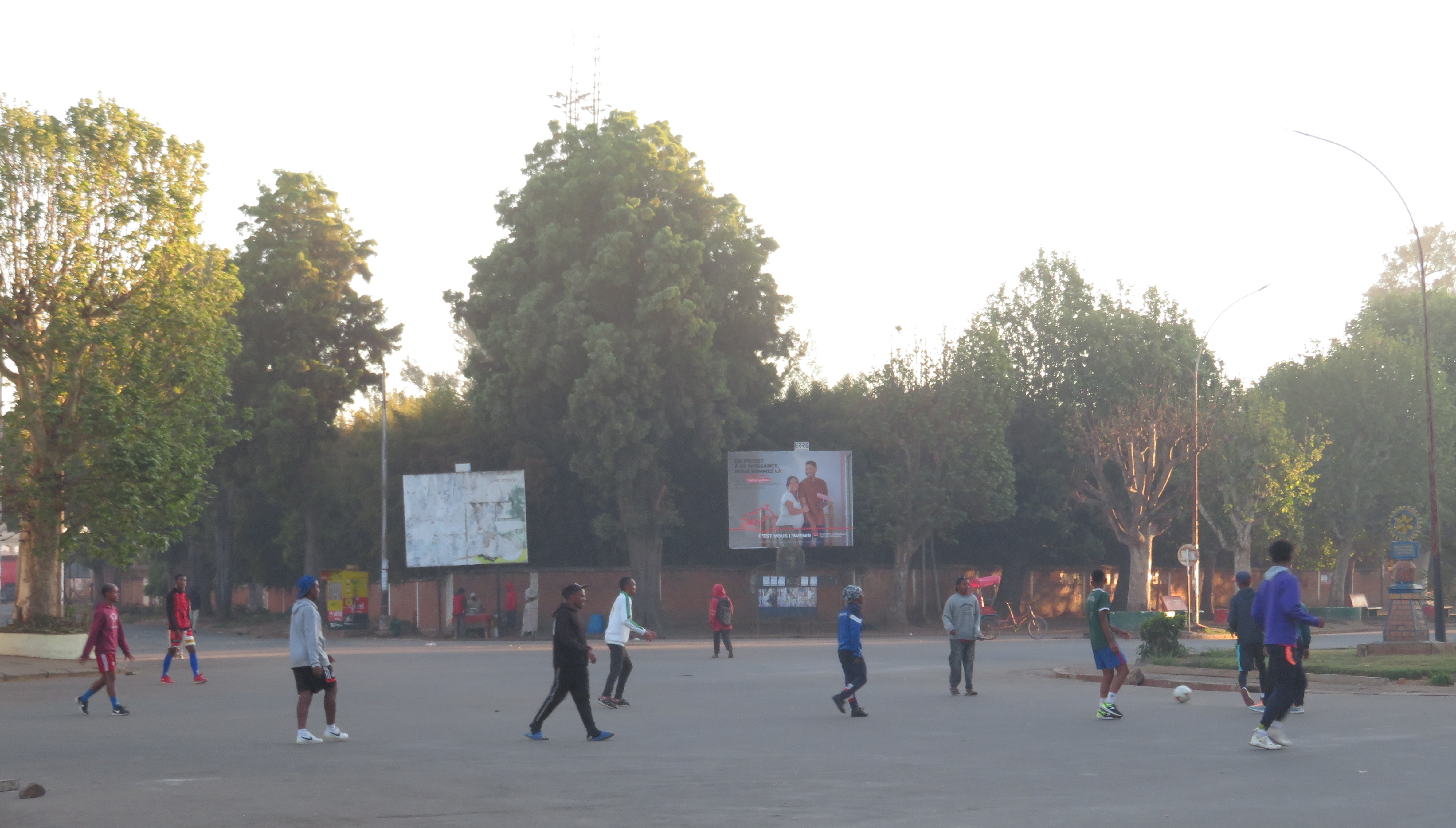
Fußballmatch im Zentrum von Antsirabe

In Madagaskar gibt es mehrere traditionelle Sport- und Entspannungsmöglichkeiten. Moraingy, eine Art Kampfkunst, ist vor allem in den Küstengebieten beliebt. Es wird vor allem von Männern ausgeführt, in den letzten Jahren nehmen jedoch auch zunehmend Frauen teil. Wrestling mit Zebus, tolon-omby, wird ebenfalls in mehreren Gebieten ausgeführt. Es werden auch mehrere Spiele gespielt, unter anderem fanorona, ein Brettspiel, das vor allem im Hochland beliebt ist.
In den letzten zwei Jahrhunderten etablierten sich auch westliche Entspannungsmöglichkeiten in Madagaskar. Rugby Union gilt als Nationalsport des Inselstaates und gelangte während der französischen Kolonialzeit mit Eisenbahningenieuren, die in der Hauptstadt Antananarivo arbeiteten und dort Rugby spielten, auf den Inselstaat. Der madagassischen Nationalmannschaft gelang jedoch noch nicht die Qualifikation für eine Rugby-Union-Weltmeisterschaft. Madagaskar ist einer der regelmäßigen Teilnehmer bei der Rugby-Union-Afrikameisterschaft und trifft dort auf andere aufstrebende Nationalmannschaften. Fußball ist in Madagaskar ebenfalls beliebt und Madagaskar brachte bereits einen Weltmeister im pétanque hervor, ein aus Frankreich stammendes Spiel, das dem Rollball ähnelt und vor allem in städtischen Gebieten Madagaskars und dem Hochland gespielt wird. Zum Schulsport gehören für gewöhnlich Fußball, Leichtathletik, Judo, Boxen, Frauenkorfball und Frauentennis. Madagaskar nahm 1964 erstmals an Olympischen Spielen teil und ist auch bei den Afrikaspielen regelmäßig vertreten. Das Pfadfindertum ist ebenfalls beliebt, und die drei Pfadfindervereine zählten 2011 insgesamt 14.905 Mitglieder.
Dank der guten Sportinfrastruktur wurden bereits mehrere Basketball-Afrikameisterschaften in Antananarivo ausgetragen.
Special Olympics Madagaskar wurde 2018 gegründet und nahm mehrmals an Special Olympics Weltspielen teil.

### Architektur

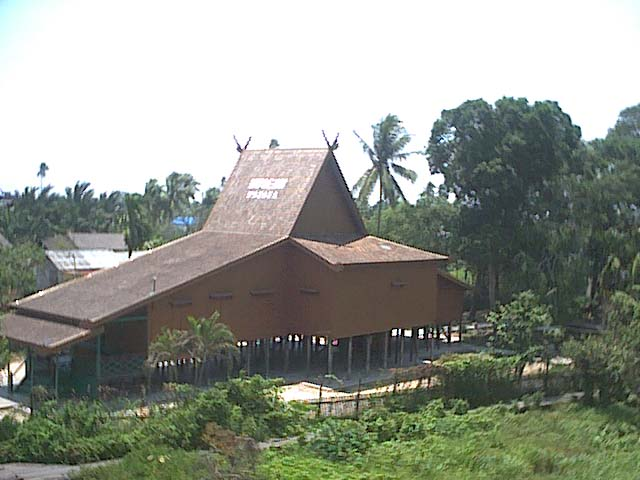
Haus im Kalimantan Selatan

Die Architektur von Madagaskar ist einzigartig in Afrika. Sie weist starke Ähnlichkeiten der Architektur aus dem Süden Borneos auf. Die traditionellen Häuser in Madagaskar haben eine rechteckige statt einer runden Form und verfügen über ein steil geneigtes, spitzes Dach, das von einer zentralen Säule getragen wird.
Ursprünglich wurden lokal verfügbare Pflanzenmaterialien verwendet. In den Zwischenzonen zwischen dem zentralen Hochland und den feuchten Küstengebieten haben sich die Baustile vermischt. Heute wird in Madagaskar kaum noch mit Holz gebaut, da die wachsende menschliche Bevölkerung größere Teile des unberührten Regenwaldes für die Brandrodung in der Landwirtschaft und für Zebu-Rinderweiden zerstörte. Nur noch Menschen der Oberschicht bauen ihre Gebäude aus Holz. Außerdem bewahren die Zafimaniry-Gemeinschaften in den Bergwäldern des zentralen Hochlandes noch die hölzernen Architekturtraditionen. Stein hingegen diente ursprünglich als Material für Grabbauten.
Die traditionelle Architekturstile in Madagaskar wurden in den letzten zweihundert Jahren durch europäischer Stile beeinflusst. Unter Ranavalona II. begann man im Hochland mit Ziegeln zu bauen. Der ausländische Einfluss nahm nach dem Zusammenbruch der Monarchie und der französischen Kolonisierung der Insel im Jahr 1896 weiter zu. Die Modernisierung in den letzten Jahrzehnten führt dazu, dass bestimmte traditionelle Normen und Techniken auf die äußere Ausrichtung und innere Anordnung von Häusern sowie die Nutzung bestimmter Häuser aufgegeben wurden und übliche Baumaterialien, insbesondere im Hochland, verwendet werden. So verwendet man heute vorwiegend moderne Materialien, wie Beton, Glas und Eisenelemente.

### Landeseigene Links
- Présidence de la République de Madagascar. Präsidentenamt der Republik Madagaskar, auf www.presidence.gov.mg (französisch, Malgasy)
- Assemblée Nationale. Webpräsenz der Nationalversammlung von Madagaskar, auf www.assemblee-nationale.mg (französisch)
- Les symboles de la République / Ireo famantarana ny Repoblika. Nationalsymbole von Madagaskar, auf www.presidence.gov.mg (französisch, Malgasy)
- Haute Cour Constitutionnelle (HCC). Madagassisches Verfassungsgericht, auf www.hcc.gov.mg (französisch)

### Landesprofil bei Ministerien deutschsprachiger Staaten
- Auswärtiges Amt (D): Madagaskar. auf www.auswaertiges-amt.de.
- Bundesministerium für europäische und internationale Angelegenheiten (A): Länderspezifische Reiseinformation: Madagaskar (Republik Madagaskar). auf www.bmeia.gv.at.
- Eidgenössisches Departement für auswärtige Angelegenheiten (CH): Madagaskar. auf www.eda.admin.ch.

### Internationale Links
- United Nations: United Nations Statistics Division. Madagascar. auf www.data.un.org (englisch).
- The World Bank: Countries. Madagascar. auf www.worldbank.org (englisch).
- US-Government: CIA World Fact Book. Madagascar. auf www.cia.gov (englisch).
- Electoral Institute for Sustainable Democracy in Africa: African Democracy Encyclopaedia Project: Madagascar. auf www.eisa.org (englisch).
- WHO: Madagascar. auf www.afro.who.int (französisch).
- Welternährungsprogramm der Vereinten Nationen: Madagascar. auf www.wfp.org (englisch).
- UNHCR: Madagascar. auf www.unhcr.org (englisch).
- Minority Rights Group International: Madagascar. auf www.minorityrights.org (englisch).
- UNCTAD: Catalogue of Diversification Opportunities 2022. Madagascar. auf www.unctad.org (PDF, englisch).